# Liste von Luftfahrt-Zwischenfällen 2000 bis 2009
Dies ist eine Teilliste von Luftfahrt-Zwischenfällen der Jahre 2000 bis 2009 beim Betrieb von Verkehrsluftfahrzeugen. Für übrige Zeitspannen siehe Listen von Luftfahrt-Zwischenfällen.
Für militärische Flugunfälle siehe Liste von Zwischenfällen (Militärluftfahrt) ab 1981.
Für Zwischenfälle von Luftfahrzeugen der Allgemeinen Luftfahrt siehe Liste von Zwischenfällen (Allgemeine Luftfahrt).
Einträge mit eigenem Artikel in Wikipedia sind mit (A) gekennzeichnet.
| Auflistung nach Jahr                              |
| 2000 2001 2002 2003 2004 2005 2006 2007 2008 2009 |

## Liste

### 2000
- Im Jahr 2000 (genaues Datum unbekannt, nach Juli) wurde eine auf dem Flughafen Malabo (Äquatorialguinea) geparkte Jakowlew Jak-40 der Ecuato Guineana de Aviación (EGA) (betrieben von der russischen NovgorodAvia) (Luftfahrzeugkennzeichen RA-87847) irreparabel beschädigt, als ihr Heck von einer Swissair MD-11 gerammt getroffen wurde, die an der Yak-40 vorbeirollte. Über Personenschäden ist nichts bekannt.[1]

- (A) 10. Januar – Eine Saab 340 der schweizerischen Crossair (HB-AKK) auf dem Flug von Zürich nach Dresden stürzte kurz nach dem Start auf ein Feld bei Nassenwil, Schweiz. Alle 10 Menschen an Bord starben (siehe auch Crossair-Flug 498).[2]

- (A) 13. Januar – Eine Short 360-300 der schweizerischen Fluggesellschaft Avisto (HB-AAM) musste 5 Kilometer vom Flughafen Brega entfernt vor der libyschen Küste notgewassert werden. Dabei ertranken 22 der 41 Insassen. Schwimmwesten waren nicht an Bord. Die Maschine kam im Auftrag der US-amerikanischen Sirte Oil Company aus Tripolis. Die Piloten hatten versäumt, die Enteisungsanlage der Triebwerke einzuschalten, da sie ununterbrochen ein sachfremdes Thema diskutiert hatten (siehe auch Flugunfall einer Shorts 360 bei Brega).[3]

- (A) 30. Januar – Ein Airbus A310 der Kenya Airways (5Y-BEN) stürzte nach dem Start in Abidjan (Elfenbeinküste) ins Meer. Von 179 Menschen an Bord wurden 169 getötet (siehe auch Kenya-Airways-Flug 431).

- (A) 31. Januar – Eine McDonnell Douglas DC-9-83 (MD-83) der US-amerikanischen Alaska Airlines (N963AS) stürzte nahe Los Angeles, USA in den Pazifischen Ozean nahe Point Mugu bei Oxnard (Kalifornien). Die Maschine befand sich auf dem Flug vom mexikanischen Puerto Vallarta nach San Francisco. Alle 88 Personen an Bord starben. Grund war ein aus Kostengründen verlängertes Wartungsintervall der Mechanik der Höhenrudertrimmung, welche bei der DC-9-83 nicht ausfallsicher ausgeführt ist (siehe auch Alaska-Airlines-Flug 261).[4][5]

- (A) 2. Februar – Ein Airbus A300B2-203 der Iran Air (EP-IBR) wurde zerstört, als die Crew einer Lockheed C-130 Hercules der Iranischen Luftwaffe während des Starts in Teheran-Mehrabad die Kontrolle verlor und ihre Maschine mit dem Airbus kollidierte, der gerade zu einem Hangar geschleppt wurde. Die acht Insassen der Hercules kamen dabei ums Leben (siehe auch Flugzeugkollision auf dem Flughafen Teheran-Mehrabad 2000).[6][7]

- (A) 16. Februar – Eine Douglas DC-8-71F der Frachtfluggesellschaft Emery Worldwide (N8079U) stürzte kurz nach dem Start vom Sacramento Mather Airport (Kalifornien) auf einen Autoschrottplatz. Als Unfallursache wurde eine unzureichende Wartung festgestellt. Diese hatte dazu geführt, dass sich beim Start die Betätigungsstange des rechten Flettner-Ruders löste, dadurch die Höhensteuerung verloren ging und es zum Kontrollverlust kam (siehe auch Emery-Worldwide-Flug 17).[8][9]

- 17. März – Eine de Havilland Canada DHC-6-300 Twin Otter der panamaischen Aeroperlas (HP-1267APP) wurde in der Nähe von Carreto (Panama) in einer Höhe von 760 Metern gegen einen 850 Meter hohen Berg geflogen. Bei diesem CFIT (Controlled flight into terrain) wurden alle 10 Insassen getötet, zwei Besatzungsmitglieder und 8 Passagiere. Das Wrack wurde erst fünf Tage später von einem Suchflugzeug aus gefunden.[10]

- 11. April – Ein Airbus A320 der Mexicana de Aviación (F-OHMD) wurde auf dem Flughafen Minatitlán (Mexiko) durch einen Brand zerstört. Der Tankwagen fuhr ab, während der Tankschlauch noch mit dem Flugzeug verbunden war. Der Schlauch riss, Treibstoff schoss heraus und ein Feuer brach aus. Es gab keine Todesfälle.[11]

- 14. April – In einem Lagerhaus auf dem Flughafen Kinshasa-Ndjili (Demokratische Republik Kongo) brach ein Großbrand aus, der auf eine Munitionsladung übergriff und mehrere Explosionen verursachte. Etwa 109 Menschen am Boden sollen getötet worden sein. Mehrere Flugzeuge wurden durch das Feuer beschädigt oder zerstört. Darunter waren zwei Canadair CL-44D4-2 der kongolesischen Africargo Airlines (TN-235 und 3C-ZPO), betrieben für die Luftstreitkräfte der Demokratischen Republik Kongo, die beide irreparabel beschädigt wurden. Über Personenschäden an Bord ist nichts bekannt.[12]

- (A) 19. April – Eine Boeing 737-200 der Air Philippines (RP-C3010) wurde in der Nähe von Davao City (Philippinen) während des Landeanflugs rund 6 Kilometer vor der Landebahn ins Gelände geflogen. Bei diesem CFIT (Controlled flight into terrain) wurden alle 131 Insassen getötet (siehe auch Air-Philippines-Flug 541).

- 22. April – Eine Avro RJ70 der Turkish Airlines (TC-THL) überrollte bei der Landung auf dem Flughafen Siirt (Türkei) das Landebahnende der 1800 Meter langen, nassen Bahn. Das Flugzeug wurde irreparabel beschädigt. Alle 46 Insassen überlebten den Unfall.[13]

- (A) 22. Juni – Bei starkem Regen und schlechter Sicht stürzte eine Xian Y-7-100C der chinesischen Wuhan Airlines (B-3479) beim Anflug auf den Flughafen Wuhan (China) infolge von Windscherung ab. Alle 42 Menschen an Bord und 7 Arbeiter am Boden starben (siehe auch Wuhan-Airlines-Flug 343).[14]

- 26. Juni – Eine Boeing 737-200 der Yemenia (7O-ACQ) verließ bei der Landung auf dem Flughafen Khartum (Sudan) seitlich die Landebahn und wurde irreparabel beschädigt. Alle Insassen überlebten die Bruchlandung.[15]

- 9. Juli – Eine Curtiss C-46A-60-CS Commando, betrieben durch den kolumbianischen Geschäftsmann R.M. Marmolejo (HK-851P), verunglückte 3 Kilometer östlich des Flughafens Villavicencio-La Vanguardia (Kolumbien). Die Maschine sollte mit 17 Passagieren zum Flughafen Mitú fliegen. Laut Flugplan befanden sich angeblich nur 4 Passagiere an Bord des für maximal 13 Insassen zugelassenen Flugzeugs. Kurz nach dem Start entstand ein Triebwerksbrand am Motor Nr. 2 (rechts), der nicht gelöscht werden konnte, da beide dafür vorgesehenen Feuerlöscher leer waren. Der Kapitän versuchte, mit einer Rechtskurve (in Richtung des stehenden Triebwerks) zum Startflughafen zurückzukehren. Dabei verlor er die Kontrolle über das Flugzeug; es kam zum Absturz. Von den 19 Insassen wurden die beiden Piloten und 8 der 17 Passagiere getötet. Die Unfalluntersuchung ergab unter anderem, dass die Maschine nicht lufttüchtig war. Beide Piloten hatten keine Nachweise über ihre fliegerische Tätigkeit. Der Kapitän und Besitzer des Flugzeugs hatte kein gültiges Medizinisches Tauglichkeitszeugnis und hätte überhaupt nicht fliegen dürfen.[16]

- (A) 12. Juli – Ein Airbus A310-300 der deutschen Hapag-Lloyd Flug (D-AHLB) musste auf dem Weg von Kreta nach Hannover auf dem Flughafen Wien notgelandet werden. Das Fahrwerk ließ sich nach dem Start nicht vollständig einfahren. Der Kapitän entschloss sich trotz des erhöhten Luftwiderstandes zum Weiterflug nach München, wobei aber der Treibstoffverbrauch aufgrund der dadurch verschlechterten Aerodynamik stark anstieg. Nach 2:35 Stunden Flugzeit fielen beide Triebwerke wegen Treibstoffmangels aus. Nur mit viel Glück gelang eine Gleitfluglandung am Flughafen Wien-Schwechat, bei der das Flugzeug irreparabel beschädigt wurde. Von den 142 Insassen wurden 26 verletzt (siehe auch Hapag-Lloyd-Flug 3378).[17]

- (A) 17. Juli – Eine Boeing 737-200 der indischen Alliance Air (VT-EGD) stürzte während des Landeanflugs auf den Flughafen Patna (Indien) in der Nähe des Flughafens in bewohntem Gebiet ab. Die Piloten waren zu hoch angeflogen und verloren anschließend durch falsche Bedienung die Kontrolle über die Boeing. Von den 58 Flugzeuginsassen wurden 55 getötet, ebenso wie 5 Anwohner (siehe auch Alliance-Air-Flug 7412).[18]

- 18. Juli – Eine Fokker F28-4000 der Iran Aseman Airlines (EP-PAU) wurde bei der Landung in Ahwaz so schwer beschädigt, dass das Flugzeug abgeschrieben werden musste. In dichtem Nebel war die Maschine nach dem ersten Aufsetzen hochgesprungen, hatte neben der Landebahn wieder aufgesetzt und wurde trotzdem durchgestartet und erneut gelandet. Alle 88 Insassen überlebten.[19]

- (A) 25. Juli – Beim Absturz einer Concorde der Air France (F-BTSC) kamen bei Paris alle 109 Insassen sowie 4 Menschen am Boden ums Leben (siehe auch Air-France-Flug 4590).

- 27. Juli – Eine de Havilland Canada DHC-6-300 Twin Otter der Royal Nepal Airlines (9N-ABP) kollidierte am Jarayakhali Hill in der Bergkette Churia mit Bäumen und brannte aus. Die Maschine befand sich auf dem Flug von Bajhang nach Dhangadhi. Alle 25 Insassen, 3 Besatzungsmitglieder und 22 Passagiere, kamen ums Leben.[20]

- 12. August – Eine Antonow An-26 der kongolesischen STAER Airlines (9Q-CJI) verunglückte rund 64 Kilometer nordwestlich des Zielflughafens Tshikapa (Demokratische Republik Kongo). Keiner der 27 Insassen überlebte.

- (A) 23. August – Ein Airbus A320 der Gulf Air aus Bahrain (A4O-EK) wurde nach einem nächtlichen Durchstartmanöver am Flughafen Bahrain durch die räumlich desorientierte Besatzung ins flache Meer gesteuert (CFIT). Dabei kamen alle 143 Insassen, 135 Passagiere und acht Besatzungsmitglieder, ums Leben (siehe auch Gulf-Air-Flug 072).[21]

- 27. September – Eine Convair CV-580 der kanadischen Hydro-Quebec (C-GFHH) geriet auf dem La Grande-LG-4 airstrip (Québec, Kanada) trotz gegensätzlichen Bremsens und entgegengesetztem Ausschlag der Bugradsteuerung nach rechts von der Landebahn ab, geriet auf sehr weichen und felsigen Untergrund rund zwei Meter tiefer und wurde irreparabel beschädigt. Als Ursache wurde festgestellt, dass der Lenkventilhebel durch die Techniker nicht gemäß den Spezifikationen und den Zeichnungen im Überholungshandbuch und im Wartungshandbuch wieder zusammengebaut worden war. Alle 22 Insassen, vier Besatzungsmitglieder und 18 Passagiere, überlebten den Unfall.[22]

- 4. Oktober – Eine Curtiss C-46F Commando der US-amerikanischen Everts Air Fuel (N1822M) kollidierte beim Rollen nach der Landung auf dem Flugplatz Port Alsworth (Alaska, USA) mit einem Baum. Personen kamen nicht zu Schaden. Das Flugzeug wurde stark beschädigt, eventuell irreparabel.[23]

- (A) 6. Oktober – Eine Douglas DC-9-31 der Aeroméxico (N936ML) auf dem Weg von Mexiko-Stadt nach Reynosa, Mexiko, konnte bei der Landung nicht vor dem Ende der Landebahn angehalten werden, kollidierte mit Häusern und fiel in einen kleinen Kanal. Vier Menschen auf dem Boden wurden getötet. Niemand der 83 Passagieren und 5 Besatzungsmitgliedern kam ums Leben. Die DC-9 wurde stark beschädigt und als Verlust eingestuft (siehe auch Aeroméxico-Flug 250).[24]

- 31. Oktober – Beim Unfall einer Antonow An-26 der angolanischen ACA – Ancago Air (D2-FDI) in Angola kamen alle 49 Menschen an Bord ums Leben. Terroristen der UNITA meldeten, sie hätten das Flugzeug abgeschossen.[25]

- (A) 31. Oktober – Die Piloten einer Boeing 747-412 der Singapore Airlines (9V-SPK) mit Ziel Los Angeles starteten auf dem Flughafen Taiwan Taoyuan (Taiwan) irrtümlich auf einer gesperrten Startbahn. Die Maschine stieß mit Baugeräten zusammen, zerbrach und ging in Flammen auf. Dabei wurden 83 Insassen getötet, 96 konnten teils schwer verletzt gerettet werden (siehe auch Singapore-Airlines-Flug 006).[26]

- 15. November – Eine Antonow An-24RV der angolanischen ASA Pesada (D2-FCG) stürzte kurz nach dem Start in ein Feld 5 Kilometer östlich des Flughafens Luanda/Quatro de Fevereiro (Angola). Das Flugzeug neigte sich unmittelbar nach dem Start nach links und stieg noch auf eine Höhe von 200 Fuß (etwa 65 Meter), bevor es abstürzte. Es ging nach dem Aufprall in Flammen auf. Nach den Ergebnissen einer vorläufigen Untersuchung wurde der Unfall durch einen Triebwerksausfall ausgelöst. In dem Bericht wurde der Asa Pesada auch Fahrlässigkeit vorgeworfen, weil sie keine genauen Aufzeichnungen über die Treibstoffmenge und die Zahl der Passagiere an Bord geführt hatte. Die Besatzung bestand aus einem Angolaner und vier Ukrainern. Alle 57 Insassen, fünf Besatzungsmitglieder und 52 Passagiere, wurden getötet. Bis Januar 2025 war dies der schwerste Unfall einer An-24, gemessen an der Zahl der Todesopfer.[27]

- 20. Dezember – Mit einer Curtiss C-46 der US-amerikanischen Everts Air (N1419Z) waren rund 7800 Liter Treibstoff zur Landepiste Nondalton (Alaska) geliefert worden. Auf dem Rückflug zum Flughafen Kenai wurde die Maschine in 800 Meter Höhe bei schlechtem Wetter in einen Berg geflogen. Bei diesem CFIT (Controlled flight into terrain) wurden die beiden Piloten getötet.[28]

### 2001
- 25. Januar – Die Piloten einer Douglas DC-3/C-47A-65-DL der venezolanischen RUTACA Airlines (Luftfahrzeugkennzeichen YV-224C) kehrten kurz nach dem Start vom Flughafen Ciudad Bolívar (Venezuela) aufgrund von Triebwerksproblemen zurück. Dabei verloren sie die Kontrolle über das Flugzeug. Es streifte Bäume und stürzte in das Wohngebiet El Perú. Alle 24 Insassen, vier Besatzungsmitglieder und 20 Passagiere, kamen ums Leben.[29]

- 31. Januar – Eine Douglas DC-6B der US-amerikanischen Everts Air Fuel (N4390F) ging bei der Landung auf dem Donlin Creek Airstrip (Alaska, USA) zu Bruch. Die mit 18.500 Litern Heizöl beladene Maschine wurde relativ hart auf der 7 % bergauf geneigten, gut 1600 Meter langen und ebenso wie die Umgebung mit Schnee bedeckten Bahn aufgesetzt, so dass es schwierig war, sie klar zu erkennen. Kurz nach dem Aufsetzen brach die linke Tragfläche vom Rumpf ab. Die Maschine verließ die Landebahn und wurde zerstört. Alle drei Besatzungsmitglieder, die einzigen Insassen auf dem Frachtflug, überlebten den Unfall.[30]

- (A) 31. Januar – Eine Sud Aviation Caravelle 10R der kolumbianischen Líneas Aéreas Suramericanas (HK-3932X) flog rund 8 Kilometer vom Flughafen El Yopal/El Alcaraván ins Gelände. Die Maschine war dort gestartet; bei der Landung in Mitú setzte man vor der Landebahn auf. Es wurde durchgestartet, um nach El Yopal zurückzukehren. Beim Vorbeiflug am Kontrollturm wirkte es so, als ob ein Teil des linken Hauptfahrwerks fehlte. Im Endanflug streifte das Flugzeug den Boden; es kam zu einer Bruchlandung in einer Wiese und zum Brandausbruch. Die Fracht bestand aus 14 Fässern mit insgesamt rund 3700 Litern Benzin. Von den 6 Insassen wurden 3 getötet, 1 Besatzungsmitglied und 2 Passagiere (siehe auch Flugunfall einer Sud Aviation Caravelle der Líneas Aéreas Suramericanas).[31]

- 4. Februar – Eine Short 360-100 der irischen Aer Arann (EI-BPD) ging bei der Landung auf dem (inzwischen geschlossenen) Flugplatz Sheffield (Vereinigtes Königreich) zu Bruch. Kurz vor dem Aufsetzen wurden die Verstellpropeller versehentlich in die Boden-Stellung umgestellt. Dies führte zu einem steilen Sinkflug mit mehrfachem Aufschlag auf der Landebahn, die schließlich nach links ins Gras verlassen wurde. Dabei wurde das Flugzeug irreparabel beschädigt. Alle 28 Insassen, drei Besatzungsmitglieder und 25 Passagiere, überlebten den Unfall.[32]

- 7. Februar – Ein Airbus A320-200 der spanischen Iberia (EC-HKJ) verunglückte mit 143 Insassen bei der Landung auf dem Flughafen Bilbao. Die Maschine geriet während des Endanfluges in heftige Turbulenzen und Scherwinde, sodass die Piloten ein Durchstartmanöver einleiten wollten. Durch eine Verkettung der verschiedenen Umstände und eines Designfehlers wurde jedoch das Alpha-Protection-System aktiviert. Dies hinderte die Piloten daran, die Maschine hochzuziehen, sodass diese mit einer vertikalen Geschwindigkeit von 1200 Fuß pro Minute auf die Landebahn krachte, wodurch das Bugfahrwerk zusammenbrach und die erst sieben Monate alte Maschine irreparabel beschädigt wurde.[33]

- (A) 27. Februar – Bei einer Short 360 der britischen Loganair (G-BNMT) kam es kurz nach dem Start vom Flughafen Edinburgh (Schottland) zu einem doppelten Triebwerksausfall. Die Piloten versuchten, im nahen Firth of Forth eine Notwasserung durchzuführen, wobei das Flugzeug zerbrach. Mit der Maschine sollte im Auftrag der Royal Mail Post und Fracht nach Belfast geflogen werden. Ursächlich für das Unglück war Schnee in den Triebwerkseinläufen, der sich während der Bodenzeit angesammelt hatte, wenige Sekunden nach dem Einschalten der Triebwerksenteisung löste und dann die Luftzufuhr nahezu vollständig blockierte. Beide Piloten, die einzigen Insassen, kamen ums Leben (siehe auch Loganair-Flug 670A).[34]

- (A) 3. März – Eine Boeing 737-400 der Thai Airways International (HS-TDC) explodierte, während sie an einem Flugsteig des Flughafens Bangkok-Don Mueang für den nächsten Flug vorbereitet wurde. Als wahrscheinlichste Ursache gelten entzündete Kerosindämpfe, die durch die starke Aufheizung der Tanks durch die direkt daneben befindlichen Aggregate der Klimaanlage entstanden. Die Maschine stand zuvor mit laufender Klimaanlage etwa 40 Minuten bei 35 Grad Celsius in der Sonne. An Bord befanden sich acht Besatzungsmitglieder, von denen eine Stewardess durch die Explosion ums Leben kam (siehe auch Thai-Airways-Flug 114).[35]

- 17. März – Eine Passagiermaschine des Typs Beechcraft 1900C der Gesellschaft SAL Express – Sociedade de Aviação Ligeira aus São Tomé und Príncipe (S9-CAE) prallte während des Landeanflugs in Lubango (Angola) gegen einen Berg. Von den 17 Menschen an Bord starben 16.[36]

- 24. März – Der Kapitän einer de Havilland Canada DHC-6-300 Twin Otter der französischen Air Caraïbes (F-OGES) auf einem Linienflug von Sint Maarten nach Saint-Barthélemy verlor im Endanflug auf den dortigen Aéroport Rémy de Haenen die Kontrolle über das Flugzeug. Die Maschine drehte beim Überflug des unmittelbar vor der Landebahn liegenden Hügels Col de la Tourmente in eine Linkskurve ein und kollidierte mit einem Wohnhaus. Insgesamt 20 Menschen kamen bei dem Unfall ums Leben, alle 19 Insassen des Flugzeugs sowie ein Bewohner des Hauses.[37][38]

- 13. Mai – Eine Boeing 727-222 der US-amerikanischen United Airlines (N7274U), die ohne Insassen auf dem Omaha-Eppley Airfield geparkt war, wurde zusammen mit anderen Flugzeugen durch einen Hagelsturm so schwer beschädigt, dass eine Reparatur unwirtschaftlich gewesen wäre.[39]

- 22. Mai – Eine Boeing 737-200 (C-GNWI) der kanadischen First Air verunglückte aus Edmonton kommend bei der Landung auf dem Flughafen Yellowknife. Die zu hohe Sinkgeschwindigkeit führte zum zweimaligen Hochspringen der Maschine, die nach Eingreifen des ursprünglich nicht fliegenden Kapitäns dann mit dem Bugfahrwerk zuerst aufschlug. Das Flugzeug wurde irreparabel beschädigt. Alle 104 Insassen überlebten den Unfall.[40]

- (A) 4. Juli – Eine Tupolew Tu-154 der russischen Vladivostok Avia (RA-85845) stürzte beim dritten Anflugversuch auf den Flughafen Irkutsk (Russland) aufgrund eines Pilotenfehlers ab. Alle 145 Menschen an Bord starben (siehe auch Vladivostok-Avia-Flug 352).

- 24. Juli – Mit einer Vickers Viscount 802 der Transtel aus Swasiland (3D-OHM) wurde auf dem Flughafen N’Djamena (Tschad) der Start abgebrochen, allerdings bei der viel zu hohen Geschwindigkeit Vr. Das Flugzeug geriet seitlich von der Startbahn ab, wobei es irreparabel beschädigt wurde. Alle drei Insassen, zwei Besatzungsmitglieder und ein Passagier, überlebten.[41][42]

- 1. August – Eine Boeing 727-200 der Yemenia (7O-ACW) überrollte bei der Landung auf dem Flughafen Asmara (Eritrea) das Ende der nassen, 3000 m langen Landebahn und kollidierte mit einem großen Betonklotz. Dabei wurde die Maschine zum wirtschaftlichen Totalschaden. Alle 111 Insassen überlebten.[43]

- (A) 24. August – Einem Airbus A330 der kanadischen Air Transat (C-GITS) auf dem Air-Transat-Flug 236 ging auf Grund eines Lecks infolge einer fehlerhaften Wartung durch die Bodentechniker der Treibstoff aus. Anschließend gelang den Piloten einer der längsten Gleitflüge eines Strahlflugzeugs in der Geschichte der Luftfahrt – etwa 19 Minuten, wobei 120 km zurückgelegt wurden – und die anschließende Notlandung auf dem Militärflugplatz Lajes Field auf der Azoreninsel Terceira. Alle 306 Insassen überlebten (siehe auch Air-Transat-Flug 236).

- 29. August – An Bord einer CASA CN-235 der spanischen Binter Mediterraneo (EC-FBC) kam es auf einem Flug von Melilla im Anflug auf den Flughafen Málaga zu einer Feuerwarnung für das linke Triebwerk. Daraufhin wurden allerdings gleich beide Triebwerke abgestellt, woraufhin die Maschine in der Anflugbefeuerung aufsetzte und gegen die Böschung einer kreuzenden Straße prallte. Ein Teil der Passagiere war zehn Minuten lang im hinteren Kabinenteil eingeschlossen, bis die dortige Tür geöffnet werden konnte. Von den 44 Insassen wurden 4 getötet.[44]

- (A) 5. September – Bei der Betankung einer Boeing 777-236ER (G-VIIK) der British Airways am Flughafen Denver löste sich ein Tankschlauch. In der Folge trat unkontrolliert Kerosin aus, gleichzeitig entzündeten sich Kerosindämpfe. Durch das anschließende Feuer erlitt ein Mitarbeiter des Bodenpersonals schwere Verletzungen, an denen er sechs Tage später starb (siehe auch British-Airways-Flug 2019).[45]

- (A) 11. September – Terroranschläge am 11. September 2001: USA siehe hierzu die Einzelartikel American-Airlines-Flug 11, American-Airlines-Flug 77, United-Airlines-Flug 93 und United-Airlines-Flug 175.

- (A) 15. September – Auf dem Flug vom Flughafen Recife zum Flughafen Viracopos explodierte das Triebwerk einer Fokker 100 der brasilianischen TAM Linhas Aéreas. Umherfliegende Trümmer zerstörten drei Fenster des Rumpfs. Eine Passagierin wurde teilweise aus dem Flugzeug herausgesogen, konnte jedoch von einer anderen Person bis zur Landung festgehalten werden. Die Festgehaltene überlebte den Vorfall dennoch nicht (siehe auch TAM-Linhas-Aéreas-Flug 9755).[46]

- (A) 18. September – Auf einem Linienflug von Guatemala-Stadt nach San Pedro Sula in Honduras war es unmittelbar nach dem Start einer Let L-410 der guatemaltekischen Atlantic Airlines (TG-CFE) zu einem Kontrollverlust gekommen, der in einem Absturz und dem Tod von acht der 13 Insassen endete. Ursache war eine falsche Gewichtsverteilung in der Maschine (siehe auch Atlantic-Airlines-Flug 870).

- (A) 25. September – Während der Landung auf dem Flugplatz Alpine (Alaska), 100 km westlich von Deadhorse, brach die linke Tragfläche einer Douglas DC-6BF der US-amerikanischen Northern Air Cargo ab (N867TA). Die Maschine drehte infolgedessen nach links und rutschte von der Landebahn. Beim anschließend entstehenden Feuer brannte der Mittelteil der Maschine aus, sodass ein irreparabler Schaden entstand und das Flugzeug abgeschrieben werden musste. Alle drei Insassen konnten sich retten und überlebten. Die zerstörte Maschine war eine der beiden einzigen zu DC-6B-ST („Swing tail“) umgebauten DC-6 (siehe auch Northern-Air-Cargo-Flug 33).[47]

- (A) 4. Oktober – Eine Tupolew Tu-154 der russischen Siberia Airlines (RA-85693) auf dem planmäßigen Flug von Israel nach Nowosibirsk wurde während einer Militärübung über dem Schwarzen Meer versehentlich durch eine Flugabwehrrakete abgeschossen. Sie stürzte 185 Kilometer von Adler (Sotschi) entfernt ab. Alle 78 Menschen an Bord starben (siehe auch Sibir-Flug 1812).

- (A) 8. Oktober – Eine nach Kopenhagen startende McDonnell Douglas DC-9-87 (MD-87) der Scandinavian Airlines (SE-DMA) kollidierte auf dem Flughafen Mailand-Linate (Italien) mit einer deutschen Cessna CitationJet 525A (D-IEVX), deren Piloten im dichten Nebel irrtümlich die falsche Rollbahn benutzten. Beide Maschinen brannten aus. Alle 114 Personen an Bord sowie vier Mitarbeiter des Bodenpersonals starben (siehe auch Flugunfall von Mailand-Linate).

- (A) 10. Oktober – Eine Cessna 208 der US-amerikanischen PenAir (N9530F), unterwegs von Dillingham (Alaska) nach King Salmon, verunglückte kurz nach dem Start wegen Vereisung. Alle zehn Personen an Bord des Flugzeuges starben (siehe auch PenAir-Flug 350).[48]

- (A) 10. Oktober – Eine Swearingen Merlin IV der spanischen Fluggesellschaft Flightline (EC-GDV) stürzte auf einem Charterflug von Barcelona nach Oran in Algerien infolge eines Blitzeinschlages ca. 18,5 km nordwestlich der Columbretes ins Mittelmeer. Alle zehn Personen an Bord der Maschine kamen dabei ums Leben (siehe auch Flightline-Flug 101).

- 17. Oktober – An einem Airbus A300B4-203 der Pakistan International Airlines (AP-BCJ) brach bei der Landung auf dem Flughafen Dubai (Vereinigte Arabische Emirate) das rechte Hauptfahrwerk zusammen. Daraufhin geriet die Maschine von der Landebahn ab und blieb 50 Meter abseits davon im Sand stecken. Dabei wurde die rechte Tragfläche beschädigt und das Triebwerk Nr. 2 brach ab. Alle 205 Insassen, zwölf Besatzungsmitglieder und 193 Passagiere, überlebten den Unfall. Das Flugzeug wurde irreparabel beschädigt.[49]

- (A) 3. November – Eine Reims-Cessna F406 der südafrikanischen GJ Air (ZS-OIG), mit der ein Flug zum Flughafen Eros in Namibia durchgeführt werden sollte, stürzte kurz nach dem Start vom Flughafen Johannesburg ab. Dabei kamen alle drei Personen an Bord ums Leben. Die Unfalluntersuchung ergab einen Kontrollverlust entlang der Roll- und Nickachse, hervorgerufen durch eine 16-prozentige Überladung und eine falsche Gewichtsverteilung. Es wurden weitere erhebliche Betriebsverstöße festgestellt: Lufttüchtigkeits- und Betreiberzeugnis waren abgelaufen, die Betriebsgrenze der Triebwerke überschritten, die Ladung ungesichert und es wurde ein Passagier befördert, obwohl für diesen weder ein Sitz noch eine Rückhaltevorrichtung an Bord waren (siehe auch Flugunfall einer Reims-Cessna F406 am Flughafen Johannesburg).

- (A) 12. November – Ein Airbus A300 der US-amerikanischen American Airlines (N14053) mit Ziel Santo Domingo (Dominikanische Republik) stürzte weniger als drei Minuten nach dem Start vom John F. Kennedy International Airport in bewohntes Gebiet von New York City (USA). Alle 260 Personen an Bord sowie fünf Personen am Boden starben. Das Seitenleitwerk der Maschine war während des Steigflugs abgerissen. Die fast drei Jahre dauernden Untersuchungen dieses Unfalls ergaben Mängel in der Pilotenausbildung bei American Airlines und Lücken in den Handbüchern der A300. Der fliegende Copilot hatte auf die Wirbelschleppen einer vorausfliegenden Boeing 747 falsch reagiert, indem er wie im Simulator das Seitenruder aggressiv betätigte (mit abrupten Vollausschlägen zwischen links und rechts), so dass die Befestigungen der senkrechten Flosse am Rumpf brachen (siehe auch American-Airlines-Flug 587).

- 19. November – Eine Iljuschin Il-18 der russischen IRS Aero (RA-75840) auf dem planmäßigen Flug von Chatanga, Nordsibirien zum Flughafen Moskau-Domodedowo stürzte bei Kaljazin (Russland) etwa 150 Kilometer nordnordöstlich von Moskau ab. Grund war eine Störung im Höhenruder. Alle 27 Menschen an Bord starben.[50]

- (A) 24. November – Mit einer Avro RJ100 der schweizerischen Crossair (HB-IXM) wurde beim Anflug auf den Flughafen Zürich die Mindestsinkflughöhe unterschritten und die Maschine ins Gelände geflogen. Bei diesem CFIT (Controlled flight into terrain) wurden von 33 Menschen an Bord 24 getötet. Die Maschine befand sich auf dem Flug von Berlin-Tegel nach Zürich, als sie in Dunkelheit und leichtem Schneeregen ca. 5 Kilometer vor der Piste 28 Baumberührung hatte und in einen Wald flog (siehe auch Crossair-Flug 3597).[51]

- 6. Dezember – Eine Convair CV-580 der US-amerikanischen Trans-Air-Link (N582HG) musste nahe Sunny Isles Beach (Florida, USA) notgewassert werden. Die Ursache war Treibstoffmangel auf dem Überführungsflug zum nur noch rund 20 Kilometer entfernten Flugplatz Opa-Locka (Florida), verursacht durch eine Kombination von Fehlern des Stationspersonals, der Besatzung und fehlerhafte Tankanzeigen. Beide Piloten, die einzigen Insassen, überlebten den Unfall.[52]

- 13. Dezember – An einer Hawker Siddeley HS 748-244 der West Air Sweden (SE-LEO) explodierte auf dem Flughafen Lidköping-Hovby (Schweden) das rechte Triebwerk. Das Flugzeug wurde irreparabel beschädigt. Die Ursache war das fehlerhafte Entfernen der Entleerungsschraube an der Propellernabe durch Wartungstechniker, wodurch eine zu hohe Drehzahl entstand. Über Personenschäden ist nichts bekannt.[53]

- (A) 19. Dezember – Beim Flugunfall einer CASA Aviocar am Flughafen Long Bawan geriet eine Person in einen laufenden Propeller und starb.[54] Dieselbe Maschine ging auf dem Flug 823 der indonesischen Nusantara Buana Air am 29. September 2011 verloren und wurde erst 5 Tage später völlig zerstört gefunden. Sämtliche 14 Passagiere und 4 Besatzungsmitglieder waren zu dem Zeitpunkt bereits tot.[55]

- (A) 26. Dezember – Nach dem Start vom Verkehrslandeplatz Bremerhaven-Luneort stürzte eine Britten-Norman BN-2B-26 der Bremerhaven Airlines (D-IAAI) nach wenigen hundert Metern wegen mangelhafter Enteisung der Tragflächen durch den Piloten in die Weser. Acht Menschen starben; eine Frau konnte schwer verletzt gerettet werden (siehe auch Flugzeugabsturz in Bremerhaven).[56]

### 2002
- (A) 16. Januar – Eine Boeing 737-300 der Garuda Indonesia (Luftfahrzeugkennzeichen PK-GWA) musste nach einem Ausfall beider Triebwerke durch einen Hagelschauer auf dem Solo-Fluss notwassern. Eine Flugbegleiterin kam ums Leben (siehe auch Garuda-Indonesia-Flug 421).[57]

- 17. Januar – Eine Fairchild FH-227E der ecuadorianischen Petroproduccion – Unidad de Aviacion (HC-AYM) kollidierte im Nebel mit dem Berg Cerro El Tigre in Kolumbien. Durch diesem CFIT (Controlled flight into terrain) wurden alle 26 Insassen, davon 5 Besatzungsmitglieder getötet.[58]

- 22. Januar – Bei einer Fokker F-27-400M Friendship der bolivianischen TAM – Transporte Aéreo Militar (FAB-94) fiel sieben Minuten nach dem Start das Triebwerk Nr. 1 (links) aus. Bei der Rückkehr zum Flughafen Guayaramerin (Bolivien) mussten der Anflug und die Notlandung mit nur einem funktionierenden Triebwerk durchgeführt werden. Bei der Landung überrollte das Flugzeug das Landebahnende, den Flughafenzaun und einen Graben. Das Bugfahrwerk brach zusammen, das rechte Hauptfahrwerk brach ebenso ab wie die rechte Tragfläche, wodurch die Maschine irreparabel beschädigt wurde. Alle 44 Insassen, vier Besatzungsmitglieder und 40 Passagiere, überlebten den Unfall.[59]

- (A) 28. Januar – Eine Boeing 727-100 der TAME Ecuador (HC-BLF) flog etwa 25 km vor ihrem Bestimmungsort Tulcán, Ecuador in die Seitenflanke des Vulkans El Cumbal Vulkan, Kolumbien. Alle 94 Menschen an Bord starben (siehe auch TAME-Flug 120).[60]

- (A) 12. Februar – Eine Tupolew Tu-154M der Iran Airtour (EP-MBS) prallte auf einem Flug von Teheran nach Chorramabad beim Anflug auf Khorramabad gegen einen Berg nahe Sarāb-e Dowreh, Iran. Keine der 119 Personen an Bord überlebte (siehe auch Iran-Airtour-Flug 956).[61]

- 17. Februar – An einer Canadair CL-44D4 der kongolesischen Skymaster Freight Services (9Q-CTS) brach nach dem Start vom Flughafen Mbuji-Mayi (Demokratische Republik Kongo) ein Brand im Triebwerk Nr. 1 (links außen) aus. Obwohl nur ein Triebwerk ausgefallen war, flogen die Piloten teilweise mit einer Schräglage von 110 Grad bei einer Geschwindigkeit von nur 98 Knoten. Schließlich zog der Kapitän das Gas ganz heraus und machte eine sehr harte „Landung“ in einer Lichtung im Dschungel. Alle 23 Insassen, die drei Besatzungsmitglieder und 20 Passagiere auf dem angeblichen „Frachtflug“, überlebten den Unfall.[62]

- 14. März – Eine Antonow An-2 der staatlichen kubanischen Fluggesellschaft Aerotaxi stürzte südlich der Hafenstadt Cienfuegos in Kuba ab. Alle 17 Insassen des Flugzeugs starben bei dem Unfall. Laut kubanischer Behörden sollen starke Winde für den Absturz verantwortlich gewesen sein.[63][64]

- (A) 15. April – Eine Boeing 767-200ER der Air China (B-2552) verunglückte während des Landeanflugs auf den Flughafen Gimhae (Südkorea) bei schlechtem Wetter. Die Maschine war auf dem Weg von Peking nach Busan, wurde jedoch aufgrund eines Pilotenfehlers in einen Hügel nahe Busan geflogen. Bei diesem CFIT (Controlled flight into terrain) wurden 129 der 166 Menschen an Bord getötet (siehe auch Air-China-Flug 129).[65]

- 16. April – In einer Hawker Siddeley HS 748-400 2B der südafrikanischen Airquarius Aviation (ZS-OLE) entwickelte sich ein Problem mit der Hydraulik, ausgelöst durch eine Leckage an der linken Hydraulik-Triebwerkspumpe. Durch eine lückenhafte Notfall-Checkliste und nicht sachgemäße Handhabung kam es zum Gesamtausfall des Hydrauliksystems. Nach dem Aufsetzen auf der Landebahn des planmäßigen Zielflughafens Pilanesberg (Südafrika) stellte der Kapitän beide Triebwerke ab. Die Maschine rollte noch rund 2000 Meter auf der Landebahn, drehte dann jedoch nach links und kam 75 Meter von der Bahn entfernt in einem Graben zum Stillstand. Alle 47 Insassen, fünf Besatzungsmitglieder und 42 Passagiere, überlebten den Unfall. Das Flugzeug wurde irreparabel beschädigt.[66]

- 21. April – Eine Antonow An-72 der estnischen Fluggesellschaft Enimex (ES-NOP) wurde bei einer sehr harten Landung auf dem Flughafen Wamena in der indonesischen Provinz Papua beschädigt, woraufhin aufgrund von Hydraulikleckagen ein kleineres Feuer ausbrach. Das einzige Fahrzeug der Flughafenfeuerwehr konnte nicht angelassen werden, da die Batterie leer war. Daraufhin rannten einige Feuerwehrleute mit Handfeuerlöschern zum Flugzeug. Nach 20 Minuten war die Batterie des Löschfahrzeugs so weit aufgeladen, dass der Motor gestartet werden und man zum brennenden Flugzeug fahren konnte. Die Maschine – im Auftrag von Trigana Air Service unterwegs – war jedoch irreparabel beschädigt. Die einzigen Insassen, vier Besatzungsmitglieder, blieben unverletzt.[67]

- (A) 4. Mai – Eine BAC 1-11-500 der nigerianischen EAS Airlines (5N-ESF) stürzte Augenblicke nach dem Start vom Flughafen Kano, Nigeria, in dicht bewohntes Gebiet. Insgesamt gab es 149 Tote: von den 77 an Bord befindlichen Personen starben 71, außerdem wurden 78 Menschen am Boden getötet. Nach 52 Tagen Standzeit war in die Unfallmaschine ein Triebwerk einer anderen eingebaut worden, die aus dem Verkehr gezogen worden war. Zehn Stunden nach dem Motorwechsel kam es zum Absturz (siehe auch EAS-Airlines-Flug 4226).[68]

- (A) 7. Mai – Eine mit 55 Passagieren und zehn Crew-Mitgliedern besetzte Boeing 737-500 der Egypt Air mit dem Luftfahrzeugkennzeichen SU-GBI machte auf dem Weg von Kairo nach Tunis sechs Kilometer vor dem Flughafen eine Bruchlandung. Bei dem Unfall starben 11 der 56 Passagiere sowie drei der sechs Besatzungsmitglieder (siehe auch Egyptair-Flug 843).[69]

- (A) 7. Mai – Eine McDonnell Douglas DC-9-82 (MD-82) der China Northern Airlines (B-2138) stürzte kurz vor der Küste bei Dalian, Liaoning, China, ins Meer. Alle 112 Menschen an Bord starben (siehe auch China-Northern-Airlines-Flug 6136).[70]

- (A) 25. Mai – Eine Boeing 747-200 der taiwanischen China Airlines (B-18255) auf dem Weg nach Hongkong brach in der Nähe von Taoyuan, Taiwan kurz nach dem Start wegen Reparaturfehlern und Materialermüdung auseinander. Alle 225 Menschen an Bord fanden den Tod (siehe auch China-Airlines-Flug 611).[71]

- 25. Mai – Eine de Havilland Canada DHC-6-300 Twin Otter der indonesischen Trigana Air Service (PK-YPZ) wurde 50 Kilometer vom Flughafen Nabire (Indonesien) entfernt bei kräftigem Regen ins Gelände geflogen. Bei diesem CFIT (Controlled flight into terrain) wurden alle 6 Insassen getötet, beide Besatzungsmitglieder und 4 Passagiere.[72]

- 1. Juni – Eine Hawker Siddeley HS 748-372 2B der südafrikanischen Airquarius Aviation (ZS-OJU) stürzte im Berggebiet 12,4 Kilometer nordöstlich des Flughafens George (Südafrika) beim zweiten Anflugversuch in schlechtem Wetter aus etwa 1000 Metern Höhe ab. Alle 3 Insassen, beide Besatzungsmitglieder und der einzige Passagier, auf dem Postflug, kamen ums Leben.[73]

- 9. Juni – Eine Dornier 228-201/HAL der Indian Airlines (VT-EJN) rutschte auf einem Trainingsflug bei der Landung auf dem Flughafen Jaipur (Indien) von der Landebahn und wurde irreparabel beschädigt. Alle Besatzungsmitglieder, die einzigen Insassen, überlebten den Unfall.[74]

- 17. Juni – Ein Löschflugzeug des Typs Lockheed C-130A Hercules der US-amerikanischen Hawkins & Powers Aviation (N130HP) stürzte nach strukturellem Versagen der Tragflächenaufhängung bei Walker (Mono County, Kalifornien, USA) während eines Löschangriffs ab. Die drei Besatzungsmitglieder des Flugzeugs kamen bei dem Unfall ums Leben.[75]

- (A) 1. Juli – Ein Passagierflugzeug des Typs Tupolew Tu-154, betrieben von der russischen Bashkirian Airlines (RA-85816), und eine in Bahrain registrierte Frachtmaschine der DHL des Typs Boeing 757 (A9C-DHL) stießen in 11.000 m Höhe über dem Bodensee bei Owingen in der Nähe von Überlingen zusammen und stürzten ab. Alle 71 Insassen wurden getötet. Die Flugzeugkollision war der schwerste Flugunfall über Deutschland seit 1986 (siehe auch Flugzeugkollision von Überlingen).

- (A) 4. Juli – Mit einer Boeing 707-123B der ruandischen New Gomair (9XR-IS) wurde ein gemischter Fracht- und Passagierflug im Auftrag der Prestige Airlines von N’Djamena nach Brazzaville durchgeführt. Aufgrund von technischen Problemen – das Fahrwerk ließ sich nicht einfahren – kehrten die Piloten des Fluges nach Bangui, Zentralafrikanische Republik, um, um dort eine Notlandung durchzuführen. Nach einem Flammabriss an den Triebwerken stürzte die Maschine schließlich zwei Kilometer abseits des Flughafens ab. Von den 21 Passagieren und 9 Besatzungsmitgliedern überlebten nur der Flugingenieur und eine Passagierin (siehe auch Flugunfall einer Boeing 707 der Prestige Airlines).[76]

- (A) 10. Juli – Die Piloten einer Saab 2000 der Swiss (HB-IZY) mussten auf dem Flug von Basel nach Hamburg wegen Schlechtwetterverhältnissen auf den Flughafen Berlin-Tegel ausweichen. Wegen Treibstoffmangel bat die Crew um Vorrang, entschloss sich jedoch zur Landung auf dem teilweise stillgelegten Flugplatz Werneuchen. Nach dem Aufsetzen überrollte das Flugzeug einen 1 m hohen Erdwall, wodurch alle drei Fahrwerksbeine abbrachen. Die Maschine kam auf dem Rumpf liegend mit einem brennenden Triebwerk zum Stehen; es entstand Totalschaden (siehe auch Swiss-Flug LX 850).[77][78]

- 17. Juli – Eine de Havilland Canada DHC-6-300 Twin Otter der nepalesischen Skyline Airways (9N-AGF) wurde in einer Höhe von 6500 Fuß (1980 Metern) bei widrigem Wetter in den Hügel Gargare Danda geflogen, 10 Kilometer nördlich des Ziels Flughafen Surkhet (Nepal). Durch diesen CFIT (Controlled flight into terrain) wurden alle 4 Insassen getötet, beide Besatzungsmitglieder und zwei Passagiere.[79]

- (A) 28. Juli – Eine Iljuschin Il-86 der russischen Pulkovo Airlines (RA-86060) stürzte kurz nach dem Start vom Flughafen Moskau-Scheremetjewo ab. Die Maschine war nur mit der Crew besetzt. Von den 16 Insassen kamen 14 ums Leben (siehe auch Pulkovo-Airlines-Flug 9560).[80]

- 22. August – Eine Turbopropmaschine des Typs De Havilland Canada DHC-6 Twin Otter der nepalesischen Shangri-La Air (9N-AFR) wurde bei stürmischem Monsunwetter in einen Berg bei Pokhara (Nepal) geflogen, etwa 5 Kilometer südöstlich des Ortes. Die Maschine war im Anflug auf den Flughafen Pokhara. Bei diesem CFIT (Controlled flight into terrain) wurden alle 18 Insassen getötet, drei Besatzungsmitglieder und 15 Passagiere.[81][82]

- 28. August – Eine vom Flughafen Yellowknife kommende Douglas DC-4/C-54E der kanadischen Buffalo Airways (C-GQIC) streifte bei der Landung auf dem Flugplatz Diavik, Nordwest-Territorien (Kanada) die Anflugbefeuerung und setzte kurz vor dem Landebahnanfang auf. Das Flugzeug drehte sich, die rechte Tragfläche brach ab, und es kam etwa 300 Meter weiter zum Stillstand. Ein Feuer brach aus, die Maschine wurde irreparabel beschädigt. Beide Besatzungsmitglieder des Frachtfluges wurden nur leicht verletzt.[83]

- 29. August – Eine Antonow An-28 der russischen Vostok Aviakompania (RA-28932), aus Chabarowsk kommend, wurde beim zweiten Landeanflug auf Ajan, Russland, in dichtem Nebel etwa 5 Kilometer vor dem Flughafen in den Boden geflogen. Alle 16 Menschen an Bord starben.[84]

- 30. August – Eine Embraer 120 der brasilianischen Rico Linhas Aereas (PT-WRQ) wurde etwa 1,5 km vor dem Erreichen der Landebahn bei von Rio Branco, Brasilien, schlechten Wetterbedingungen ins Gelände geflogen. Von den 31 Insassen starben 23, 8 Passagiere konnten gerettet werden.[85]

- (A) 14. September – Eine ATR 42-300 der brasilianischen Total Linhas Aéreas (PT-MTS) auf einem Frachtflug von São Paulo-Guarulhos nach Londrina stürzte infolge eines Kontrollverlustes 38 Kilometer südlich von Paranapanema ab. Die beiden an Bord befindlichen Piloten starben. Ursachen waren eine selbsttätige Aktivierung des Systems zur Nicktrimmung sowie fehlerhafte Reaktionen der Piloten auf dieses Ereignis (siehe auch Total-Linhas-Aéreas-Flug 5561).[86]

- 9. Oktober – Eine Boeing 747-400 der US-amerikanischen Northwest Airlines (N661US) wurde auf dem Flug von Detroit nach Tokio über dem Beringmeer von heftigen Schwingungen erschütterte, da das untere Seitenruder einen unkontrollierten Ausschlag durchführte und blockierte. Alle 402 Menschen an Bord überlebten den Zwischenfall. Die eigentliche Ursache konnte nicht ermittelt werden.[87]

- 29. Oktober – An einer Curtiss C-46 Commando der US-amerikanischen Tatonduk Outfitters (N54514) brach beim Zurückrollen nach der Landung auf dem Flughafen Fairbanks (Alaska, USA) das rechte Hauptfahrwerk langsam zusammen. Dabei wurde die rechte Tragfläche beschädigt. Das Flugzeug wurde möglicherweise irreparabel beschädigt. Alle drei Besatzungsmitglieder, die einzigen Insassen auf dem Testflug, überlebten den Unfall.[88]

- (A) 6. November – Eine Fokker 50 der Luxair (LX-LGB) auf dem Flug von Berlin nach Luxemburg stürzte bei Niederanven etwa fünf Kilometer vor Erreichen des Ziels ab. Von den 22 Menschen an Bord starben 20. Nur der Kapitän und ein Passagier überlebten (siehe auch Luxair-Flug 9642).

- 11. November – Eine Fokker F-27-600 der philippinischen Laoag International Airline (RP-C6888) stürzte kurz nach dem Start vom Flughafen Manila, Philippinen, in die Manila Bay und sank etwa 20 Meter tief. Auslöser war ein Triebwerksausfall. Von den 34 Menschen an Bord starben 19, die anderen 15 überlebten.[89]

- 8. Dezember – Der Taifun Pongsona richtete auf dem Flughafen Guam-Antonio B. Won Pat große Schäden an. Auf dem Flughafen wurden u. a. drei geparkte Flugzeuge zerstört, darunter die Iljuschin Il-76 RA-76758 der Volga-Dnepr Airlines sowie zwei in einem Hangar befindliche Short 330 der Freedom Air (Guam) (N51AN, N76NF).[90]

- (A) 21. Dezember – In einer ATR 72-200 der taiwanischen TransAsia Airways (B-22708), die einen Frachtflug von Taipeh-Chiang Kai Shek nach Macau durchführte, aktivierte sich die Überziehwarnanlage. Die Besatzung deaktivierte daraufhin den Autopiloten und versuchte, das Flugzeug unter Kontrolle zu halten, es kam jedoch zu einem Strömungsabriss und die Maschine stürzte 17 Kilometer südwestlich von Magong ins Meer. Es stellte sich heraus, dass es im Flug zu einer Vereisung gekommen war, die Besatzung hatte sich zudem nicht mit dem Handbuch für das Vorgehen bei Flügen unter derartigen Bedingungen vertraut gemacht (siehe auch TransAsia-Airways-Flug 791).[91]

- 23. Dezember – Eine neue Antonow An-140 der ukrainischen Aeromist-Kharkiv (UR-14003) wurde während des Landeanflugs auf Isfahan, Iran, bei schlechtem Wetter und dichtem Nebel wegen eines Navigationsfehlers in einen Berg geflogen. Alle 44 Menschen an Bord starben.[92]

- 27. Dezember – Eine Let L-410 der ruandischen Ocean Airlines wurde auf dem Weg von Moroni nach Anjouan (Komoren) im Endanflug von einem Blitz getroffen. Die Piloten starteten durch, allerdings funktionierten die Navigationsinstrumente durch den Blitzschlag nicht mehr und die Sicht war schlecht, es folgten Kontrollverlust und Absturz. Einer der 13 Passagiere starb, das Flugzeug wurde zum Totalschaden.[93]

### 2003
- (A) 8. Januar – Aus Istanbul kommend wurde eine BAe 146 der Turkish Airlines (Luftfahrzeugkennzeichen TC-THG) beim Landeanflug auf den Flughafen Diyarbakır ins Gelände geflogen. Dabei starben 75 Menschen, die anderen 5 konnten gerettet werden (siehe auch Turkish-Airlines-Flug 634).

- (A) 8. Januar – Die Piloten verloren die Kontrolle über ihre Beechcraft 1900D der US Airways Express (N233YV), die sich nach dem Abheben vom Charlotte Douglas International Airport, North Carolina bis auf 52° steil aufgebäumt hatte und nach dem Strömungsabriss in eine Wartungshalle stürzte. Die Maschine fing Feuer, alle 21 Menschen an Bord starben. Hauptursache waren zwei Tage zuvor falsch justierte Steuerelemente des Höhenruders (siehe auch US-Airways-Express-Flug 5481).[94]

- (A) 9. Januar – Eine Fokker F28 der TANS Perú (OB-1396) wurde während des Anflugs auf Cerro Coloque, Peru ins Gelände geflogen. Alle 46 Menschen an Bord starben (siehe auch TANS-Perú-Flug 222).

- 19. Januar – Ein Mechaniker rollte einen Airbus A319 der US-amerikanischen Northwest Airlines (N313NB) auf dem Flughafen New York-LaGuardia mit viel zu viel Schub über das Vorfeld. Dadurch rammte er eine Boeing 757-251 dieser (N550NW) sowie den Betonsockel einer Fluggastbrücke mit solchem Tempo, dass der Airbus zum Totalschaden wurde. Am Rumpf der Boeing 757 wurde ein Riss mit den Maßen 2 m × 0,60 m erzeugt. Personen kamen nicht zu Schaden.[95]

- (A) 24. Januar – Eine von der kenianischen Regierung gecharterte Grumman G-159 Gulfstream I der African Commuter Services (5Y-EMJ) gewann nach dem Start vom Flughafen Busia, Kenia, nicht genug Höhe und kollidierte mit Hindernissen. Drei Personen wurden getötet, unter anderem der kenianische Arbeitsminister. Die Untersuchungen ergaben große Irregularitäten beim Betrieb der Maschine in Bezug auf Piloten, Wartung und vorherige Beschädigungen (siehe auch Flugunfall einer Grumman Gulfstream I in Busia).[96]

- (A) 6. März – Eine Boeing 737-200 der Air Algérie (7T-VEZ) stürzte nach einem Triebwerksausfall kurz nach dem Start von Tamanrasset ab. Von 103 Insassen überlebte nur ein Passagier (siehe auch Air-Algérie-Flug 6289).

- 26. März – Eine Boeing 737-400 der Royal Air Maroc (CN-RNF) verunglückte bei der Landung auf dem Flughafen Oujda-Angads (Marokko). Die Maschine setzte volle 20 Meter links neben der Landebahn auf. Dabei brach das Fahrwerk. Aufgrund der schweren Beschädigungen wurde das Flugzeug als Totalverlust abgeschrieben. Die 60 Personen an Bord überlebten den Unfall unverletzt.[97]

- 15. April (27. April?) – Die Flugbesatzung einer Vickers Viscount 836 der kongolesischen Trans Intair (9Q-CGL) versuchte, mit nur drei funktionierenden Triebwerken von einer 900 Meter langen Schotterpiste im Kongo zu starten. Dieses Experiment endete mit einem Absturz in angrenzende Bäume. Alle drei Besatzungsmitglieder (die einzigen Insassen) überlebten das Geschehen. Es war der letzte bekannt gewordene Unfall einer Vickers Viscount.[98][99]

- 8. Mai – Bei einer ukrainischen Il-76 der Ukrainian Cargo Airways (UR-UCB) öffnete sich nach dem Start in Kinshasa die Ladeluke, sodass mehrere Menschen – offiziell 7, inoffiziell bis etwa 120 – aus dem Flugzeug fielen. Die Maschine kehrte anschließend wieder nach Kinshasa und landete dort.[100][101]

- (A) 25. Mai – Eine Boeing 727-223 (N844AA) verschwand vom Flughafen Luanda (Angola), nachdem ein Mechaniker Tests an den Triebwerken vornehmen sollte. Das Flugzeug startete ohne eine Freigabe der Flugsicherung und ist bis heute spurlos verschwunden (siehe auch Verschwinden der Boeing 727 N844AA).[102]

- (A) 22. Juni – Eine im Auftrag der Air France betriebene und aus Nantes kommende Bombardier CRJ100ER der Brit Air (F-GRJS) wurde bei einem zu tiefen Landeanflug auf den Aéroport Brest-Bretagne 2,3 Kilometer vor der Landebahn in ein Feld geflogen und fing Feuer. Der Kapitän der Maschine kam dabei ums Leben, die 23 weiteren Menschen an Bord konnten gerettet werden (siehe auch Air-France-Flug 5672).[103]

- (A) 8. Juli – Eine Boeing 737-200 der Sudan Airways (ST-AFK) kehrte nach dem Start vom Flughafen Port Sudan wegen eines Triebwerksausfalls zurück. Da die Landebahn beim Anflug aufgrund von aufgewirbeltem Sand nicht gesehen werden konnte, wurde durchgestartet. Dabei kam es zum Kontrollverlust, die Maschine schlug etwa fünf Kilometer östlich des Flughafens auf und zerbrach. Von den 117 Insassen starben 116 Personen; 1 Kind überlebte (siehe auch Sudan-Airways-Flug 139).[104]

- 2. August – Eine Douglas DC-4 der kanadischen Buffalo Airways (C-GBSK) setzte bei der Landung auf dem Flugplatz Ulu Mine Strip, Nordwest-Territorien (Kanada), vor der Landebahn auf. Das Fahrwerk brach zusammen, die Tragflächen rissen ab und fingen Feuer, der Rumpf rutschte nach rechts von der Landebahn ab. Diese besteht aus Schotter und ist knapp 1200 Meter lang. Die vier Besatzungsmitglieder des Frachtfluges blieben unverletzt.[105]

- 15. August (nach anderer Quelle im März, genauer Tag unbekannt) – Mit einer Hawker Siddeley HS 780 Andover der kenianischen 748 Air Services (3C-KKB) kam es auf einem Frachtflug zu einer Bruchlandung auf dem Flugplatz von Rumbek (Sudan), wobei das Bugfahrwerk zusammenbrach. Vorausgegangen war ein Triebwerksausfall. Alle drei Besatzungsmitglieder, die einzigen Insassen, überlebten den Unfall.[106][107]

- (A) 17. August – Eine Reims-Cessna F406 der US-amerikanischen Hageland Aviation Services (N6591L) wurde auf einem Frachtflug vom Flughafen Barrow zum Flughafen Wainwright in Alaska in die Tschuktschensee geflogen. Die beiden Personen an Bord der Maschine kamen ums Leben. Die Auswertung der Radardaten und Aussagen eines ortskundigen Piloten ließen darauf schließen, dass die Maschine ins Meer geflogen wurde, nachdem die Insassen den Flug für eine Walbeobachtung zweckentfremdet hatten (siehe auch Flugunfall einer Reims-Cessna F406 der Hageland Aviation Services).

- (A) 26. August – Eine Beechcraft 1900D der US Airways Express (N240CJ), die von Colgan Air betrieben wurde, stürzte kurz nach dem Start vom Barnstable Municipal Airport (Massachusetts) bei Hyannis ins Meer. Bei dem Unfall kamen beide Piloten an Bord der Maschine ums Leben. Der Absturz war durch grobe Wartungsfehler verursacht worden (siehe auch Colgan-Air-Flug 9446).[108]

- 11. September – Eine Cessna 208B Grand Caravan der kanadischen Wasaya Airways (C-FKAB) stürzte beim Landeanflug auf den Flugplatz von Summer Beaver (Ontario) ab. Zeugen beobachteten, wie das Flugzeug während des nächtlichen Landeanflugs plötzlich unkontrolliert senkrecht in den Boden flog. Alle acht Insassen starben.[109][110]

- (A) 3. Oktober – An einer Frachtmaschine des Typs Convair CV-580 ZK-KFU der neuseeländischen Air Freight NZ kam es auf dem Flug von Christchurch nach Palmerston North beim Durchfliegen einer Zone mit extremen Vereisungsbedingungen aufgrund starker Eisbildung zum Strömungsabriss. Die Maschine stürzte bei Kapiti Coast in die Tasmansee. Bei dem Absturz wurden die strukturellen Belastungsgrenzen der Maschine überschritten, sodass diese noch in der Luft auseinanderbrach. Die beiden an Bord befindlichen Piloten starben (siehe auch Air-Freight-NZ-Flug 642).

- (A) 25. Dezember – Eine Boeing 727-223 der Union des Transports Africains de Guinée (3X-GDO) stürzte beim Start vom Flughafen Cotonou-Cadjehoun, Benin, unmittelbar nach dem Abheben ab, nachdem sie die ILS-Antennen sowie ein kleines Gebäude gestreift hatte. Von den vermutlich 163 Insassen wurden 141 getötet, darunter 5 der 10 Besatzungsmitglieder. Beim Einsteigen und Gepäckverladen hatten chaotische Zustände geherrscht. Als Hauptursachen des Unfalls wurden Überladung und nicht bekannte Schwerpunktlage ermittelt. Als beitragende Faktoren wurden außerdem schwere Mängel bei der Kompetenz der Fluggesellschaft sowie mangelhafte Aufsicht durch die Flugsicherheitsbehörden in Guinea und Swasiland festgestellt (siehe auch UTAGE-Flug 141).[111]

### 2004
- (A) 3. Januar – Eine Boeing 737-3Q8 der ägyptischen Fluggesellschaft Flash Airlines (Luftfahrzeugkennzeichen SU-ZCF) stürzte mit 13 Crewmitgliedern und 135 Passagieren an Bord in das Rote Meer nahe Scharm El-Scheich, Ägypten. Die Absturzursache war wahrscheinlich ein Problem durch Verlust der räumlichen Orientierung seitens der Piloten; bis heute jedoch ist die Unfallursache ungeklärt. Fast alle Opfer waren französische Urlauber auf dem Weg von Scharm El-Scheich nach Paris in Frankreich (siehe auch Flash-Airlines-Flug 604).

- 13. Januar – Ein Passagierflugzeug der Fluggesellschaft Uzbekistan Airways des Typs Jakowlew Jak-40 stürzte beim Anflug auf den Flughafen Taschkent/Usbekistan ab. Es kamen alle 36 Menschen an Bord (32 Passagiere und vier Besatzungsmitglieder) ums Leben. Ursache war schlechtes Wetter, das die Sicht zeitweise auf 200–350 Meter beschränkte. Die Maschine war auf einem Inlandsflug vom Termiz im Süden des Landes nach Taschkent.

- (A) 17. Januar – Eine Cessna 208B Grand Caravan der Georgian Express (C-FAGA) stürzte kurz nach dem Start von der Insel Pelee zu einem Flug nach Windsor auf die zugefrorene Oberfläche des Eriesees. Unfallursachen waren vereiste Tragflächen und eine Überladung um 576 kg bzw. 15 Prozent. Nach dem Einfahren der Auftriebshilfen kam es daraufhin zum Strömungsabriss. Bei dem Unfall wurden alle zehn Personen an Bord getötet (siehe auch Georgian-Express-Flug 126).[112]

- (A) 10. Februar – Ein Passagierflugzeug der iranischen Fluggesellschaft Kish Air des Typs Fokker 50 stürzte auf dem Flug von der iranischen Insel Kisch im Persischen Golf nach Schardscha (Vereinigte Arabische Emirate) drei Kilometer vor dem Zielflughafen ab. Mindestens 43 der 46 Passagiere und Besatzungsmitglieder starben (siehe auch Kish-Air-Flug 7170).

- 1. März – An einem Airbus A300B4-203 der Pakistan International Airlines (AP-BBA) platzten bei einem Nachtstart auf dem Flughafen Jeddah (Saudi-Arabien) zwei der linken Reifen. Beim Startabbruch wurden Reifenteile in das linke Triebwerk eingesaugt und dieses stark beschädigt, ebenso die linke Tragfläche an den Treibstofftanks. Nach dem Löschen des Fahrwerksbrandes war das Flugzeug wirtschaftlich nicht mehr reparabel. Alle 273 Insassen, zwölf Besatzungsmitglieder und 261 Passagiere, überlebten den Unfall.[113]

- (A) 4. März – Eine Iljuschin Il-76MD der ukrainischen Azov-Avia Airlines (UR-ZVA) beim Start vom Flughafen Baku (Aserbaidschan) ab. Der Flugingenieur hatte entgegen seiner Ansage weder die Landeklappen noch die Vorflügel ausgefahren, so dass beide beim Start eingefahren blieben. Nach dauerndem Ziehen des Kapitäns an der Steuersäule hob die Maschine schließlich mit etwa 300 km/h ab, berührte jedoch mit der linken Tragfläche die Startbahn. Als der Flugingenieur seinen Fehler bemerkte, begann er die Auftriebshilfen auszufahren, ohne dies anzusagen. Dann jedoch zog er alle 4 Schubhebel auf Leerlauf, erneut ohne Ansage. Nach weiteren drei Sekunden stellte er alle Triebwerke ganz ab. Der Kapitän rief dreimal „Takeoff!“, aber da alle Triebwerke schon abgestellt waren, stürzte das Flugzeug nach 490 Metern Flug zu Boden. Von den sieben Besatzungsmitgliedern, den einzigen Insassen auf dem Frachtflug, wurden 3 getötet (siehe auch Flugunfall der Azov-Avia bei Baku).[114]

- 3. April – Mit einer in Swasiland privat registrierten Convair CV-580 (3D-ZOE) wurde auf dem Flughafen Shabunda (Demokratische Republik Kongo) eine sehr harte Landung gemacht, bei der das Bugfahrwerk zusammenbrach. Das Flugzeug wurde irreparabel beschädigt. Alle vier Insassen, die drei Besatzungsmitglieder und ein Passagier, überlebten den Unfall.[115]

- 5. Mai – Eine auf dem Flughafen Bogotá gestartete Swearingen Metro III der Aerotransporte Petrolero (HK-4275X) stürzte im Anflug auf den Flughafen Carepa knapp 100 Meter vor Erreichen der Landebahn ab, wobei alle 7 Insassen – fünf Passagiere und die beiden Piloten – ums Leben kamen. Der Unfall ereignete sich, nachdem die Piloten nach einem Triebwerksausfall im Endanflug die Sicherheitsflughöhe unterschritten hatten und Warnungen des Ground Proximity Warning System ignorierten. Schließlich kam es zu einem Strömungsabriss.[116]

- 8. Mai – An einer Douglas DC-4/C-54P der US-amerikanischen Brooks Fuel (N44911) kam es auf dem Flugplatz von Ganes Creek (Alaska, USA) nach dem Anlassen der Triebwerke Nr. 4, 3 und 2 zu einer Explosion des linken Hilfstanks und einem Brand. Beide linke Triebwerke und die äußere linke Tragfläche lösten sich vom Flugzeug. Die Piloten rollten mithilfe der zwei verbliebenen Motoren vom Explosionsort weg, stoppten und verließen die Maschine. Das Flugzeug wurde irreparabel beschädigt. Die beiden Besatzungsmitglieder, die einzigen Insassen auf dem Frachtflug, überlebten den Unfall.[117]

- 14. Mai – Eine Embraer EMB 120 Brasilia der regionalen brasilianischen Fluggesellschaft Rico Linhas Aéreas (PT-WRO) stürzte bei Tefé (Brasilien) mit 30 Passagieren und 3 Besatzungsmitgliedern ab. Die Piloten waren angewiesen worden, den Landeanflug abzubrechen, um für einen medizinischen Notfallflug die Bahn frei zu halten. Das Flugzeug stürzte beim Anflug etwa 16 km vor der Landebahn in Manaus in ein schwer zugängliches Regenwaldgebiet am Amazonas. Es gab keine Überlebenden.[118]

- 18. Mai – Eine Iljuschin Il-76TD der aserbaidschanischen Silk Way Airlines (4K-AZ27) stürzte kurz nach dem Start vom Flughafen Ürümqi-Diwopu (Uigurisches Autonomes Gebiet Xinjiang, China) ab. Alle sieben Insassen kamen ums Leben.[119]

- 8. Juni – Eine Hawker Siddeley HS 748-232 Srs. 2A der gabunischen Gabon Express (TR-LFW) musste in der Nähe des Startflughafens Libreville (Gabun) notgewassert werden. Nach dem Start zum Inlandsflug nach Franceville musste Triebwerk Nr. 2 (rechts) abgestellt werden. Bei der Rückkehr konnte das Fahrwerk nicht ausgefahren werden. Die Piloten führten 100 Meter von der Küstenlinie entfernt eine Notwasserung durch. Von den 30 Insassen kamen 19 ums Leben, ein Besatzungsmitglied und 18 Passagiere. Das Flugzeug wurde irreparabel beschädigt.[120]

- 16. Juni – Eine Fokker F-27-200 der Pakistan International Airlines (AP-AUR) überrollte das Ende der 1768 Meter langen Landebahn auf dem Flughafen Chitral (Pakistan) und wurde irreparabel beschädigt. Alle 40 Insassen überlebten den Unfall.[121]

- 12. Juli – In einer Convair CV-440 der US-amerikanischen Dodita Air Cargo (N4826C) kam es zu einem Feuer im rechten Triebwerk, welches schließlich von der Tragfläche abbrach. Die beiden Piloten, die einzigen Insassen auf dem Frachtflug, bereiteten sich auf eine Notwasserung vor, die dann 54 Kilometer südlich des Flughafens Beef Island (Britische Jungferninseln) stattfand. Der Erste Offizier gab dem Kapitän eine Schwimmweste, legte seine eigene an und öffnete sein Cockpitfenster. Der Kapitän wollte jedoch weder seine Weste anlegen noch sein Fenster öffnen. Daher ging er mit dem Flugzeug unter, während der Erste Offizier gerettet wurde.[122]

- 13. August – Eine Convair CV-580 der US-amerikanischen Air Tahoma (N586P) stürzte im Anflug auf den Flughafen Cincinnati (Kentucky, USA) 1 Kilometer südlich davon ab, da für beide Triebwerke die Treibstoffzufuhr beendet war. Der Kapitän hatte aufgrund fehlerhafter Tankwahlschaltung und mangelhafter Kontrolle den gesamten linken Tank leergeflogen, obwohl im rechten noch genug Kerosin vorhanden war. Von den beiden Piloten, den einzigen Insassen auf dem Frachtflug, wurde einer getötet.[123]

- (A) 24. August – In Russland stürzten zwei Flugzeuge nahezu gleichzeitig auf dem Weg nach Südrussland ab, alle 90 Insassen starben. Es handelte sich um eine Tupolew Tu-134 (RA-65080) der Volga-Aviaexpress sowie eine Tupolew Tu-154 (RA-85556) der Sibir Airlines. Wenige Tage später wurden Sprengstoffspuren an beiden Wracks gefunden. Es wurde auch bekannt gegeben, dass von einem der Flugzeuge aus ein Notsignal gesendet worden war, welches eine Entführung signalisierte. Wegen der am folgenden Wochenende stattfindenden Wahlen in Tschetschenien stand der russische Präsident Wladimir Putin unter großem Druck, so dass die Ermittlungsergebnisse erst langsam durchsickerten, was allgemein kritisiert wurde (siehe auch Anschläge auf zwei Flugzeuge in Russland am 24. August 2004).[124][125]

- Am 28. August 2004 transportierte eine Sud Aviation Caravelle 11R der Trans Air Congo (3D-KIK) Telekommunikationsgeräte vom Flughafen Ndjili in Kinshasa zum Flughafen Goma, durfte dort jedoch nicht landen. Da der Treibstoff knapp wurde, entschied sich der Kapitän, den benachbarten Flughafen Gisenyi in Ruanda anzusteuern. Die Maschine mit acht Personen an Bord wurde bei der Landung auf der nur 1000 Meter langen Landebahn zerstört. Es gab keine Todesfälle. Dies war der letzte Totalschaden einer Caravelle seit ihrem Erstflug im Mai 1955.[126]

- (A) 14. Oktober – Bei einem Überführungsflug einer CRJ-200 (N8396A) von Little Rock, Arkansas, nach Minneapolis, Minnesota kam es zu einem Flammabriss in beiden Triebwerken. Das Flugzeug wurde von der US-amerikanischen Pinnacle Airlines als Northwest Airlink für Northwest Airlines betrieben. Beim Absturz der Maschine nahe Jefferson City, Missouri, kamen der Kapitän und der Copilot ums Leben. Hauptgrund hierfür war laut Untersuchungsergebnis der NTSB mangelnde Professionalität der Besatzung, die den Flammabriss selbst verschuldete und erst 16 Minuten nach dem Ereignis einen Luftnotfall erklärte (siehe auch Pinnacle-Airlines-Flug 3701).[127]

- 19. Oktober – Eine Jetstream 32EP der US-amerikanischen Corporate Airlines (N875JX), aus Saint Louis kommend, wurde während des Anflugs auf Kirksville ins Gelände geflogen. Die Piloten meldeten dem Tower zuvor technische Probleme. Dreizehn Menschen wurden dabei getötet, zwei wurden schwer verletzt.

- 16. November – Bei einem Schulungsflug mit simuliertem Triebwerksausfall mit einer Let L-410 der tansanischen Precision Air (5H-PAC) am Flughafen Kilimanjaro schlug das Flugzeug mit eingefahrenem Fahrwerk neben der Landebahn auf. Beide Piloten hatten ihre Gurte nicht angelegt und erlitten Verletzungen im Gesicht. Das Flugzeug wurde irreparabel beschädigt.[128]

- 18. November – Die mit 19 Fluggästen aus El Vigia (Venezuela) anfliegende BAe Jetstream 31, Kennzeichen YV-1083C, Seriennummer 762, kam bei der Landung auf dem Flughafen Caracas-Maiquetia von der Landebahn ab und rammte das Gebäude der Feuerwehr. Beim Aufprall wurde das Flugzeug zerstört und drei Passagiere tödlich verletzt.

- (A) 21. November – Kurz nach dem Start in Baotou (Innere Mongolei) stürzte ein Flugzeug der China Eastern Airlines des Typs Canadair CRJ-200ER (Kennzeichen B-3072, Seriennummer 7697) auf dem Weg nach Shanghai auf einen zugefrorenen See. Unmittelbar vor dem Aufschlag rammte der Jet noch ein kleines Gebäude. Alle 53 Insassen sowie eine Person am Boden starben. Augenzeugen zufolge zog die Maschine eine schwarze Rauchwolke hinter sich her, trudelte stark und zerbrach. Anscheinend hatte es eine Explosion an Bord gegeben. Die definitive Unfallursache ist immer noch ungeklärt (siehe auch China-Eastern-Airlines-Flug 5210).[129]

- 29. November – Die Boeing 737-406 PH-BTC (Werknummer 25424) der niederländischen KLM kam bei böigem Wetter bei der Landung in Barcelona, Spanien, von der Landebahn ab und geriet auf weichen Grund. Aufgrund der hohen Geschwindigkeit wurde das gesamte Fahrwerk abgerissen und beide Triebwerke bekamen Bodenberührung. Das rechte Triebwerk wurde außerdem aus seiner Verankerung gerissen. Von den 146 sich an Bord befindlichen Passagieren wurden vier leicht verletzt. Aufgrund der strukturellen Beschädigungen musste die Boeing 737 als Totalverlust abgeschrieben werden.

- 30. November – Die aus Jakarta kommende McDonnell Douglas MD-82 PK-LMN (Werknummer 49189) der indonesischen Lion Air schlitterte bei der Landung auf dem Flughafen Adisumarmo in Surakarta (Indonesien) über das Ende der nassen Landebahn hinaus und zerbrach auf dem bewaldeten Gelände des Friedhofs. Dabei kamen 25 der 163 Menschen (156 Passagiere + 7 Besatzungsmitglieder) an Bord ums Leben.

- 4. Dezember – Eine Convair CV-580 der US-amerikanischen Contract Air Cargo (N161FL) verunglückte bei der Landung auf dem Flughafen McAllen (Texas, USA). Nach Wartungsarbeiten am linken Propeller musste ein Testflug durchgeführt werden. Dabei wurde das linke Triebwerk abgestellt und wieder gestartet, wonach der Propeller nicht korrekt funktionierte und das Triebwerk wieder abgestellt werden musste. Im Anflug ließen sich die Landeklappen nicht vollständig ausfahren, und nach dem Aufsetzen funktionierten die Bremsen nicht mehr. Die Maschine kam von der Landebahn ab, kollidierte mit dem Flughafenzaun, geriet in einen Graben und stieß danach gegen einen Hügel. Sie wurde irreparabel beschädigt. Alle drei Besatzungsmitglieder, die einzigen Insassen, überlebten den Unfall.[130]

- 4. Dezember – Eine Convair CV-340-70 der US-amerikanischen Miami Air Lease (N41626) war vom Flugplatz Opa-Locka (Florida, USA) zu einem Frachtflug nach Flughafen Nassau (Bahamas) gestartet. Etwa drei Meilen vor der Küste, in einer Höhe von 3.000 Fuß, spürte der Kapitän ein Vibrieren des Flugzeugs und sah Rauch aus dem Motor Nr. 1 aufsteigen. Dessen Propeller konnte nicht in die Segelstellung gebracht werden. Daraufhin machte der Kapitän eine Notwasserung in der Maule Lake Marina in Miami. Das Triebwerk Nr. 1 war 9 Wochen vorher wegen exzessiven Ölverbrauchs ausgebaut und eingelagert worden. Da das dann eingebaute Triebwerk Metallspäne erzeugte, wurde der eingelagerte Motor mit einem anderen Propeller wieder eingebaut. Bei der Untersuchung der Propellerbaugruppe wurde eine Metallverunreinigung im gesamten System festgestellt; die Dichtung des Reglersiebs des Propellers war mit Metallverunreinigungen verstopft. Ursache des Ausfalls war die unsachgemäße Wartung des linken Triebwerks durch das Wartungspersonal des Unternehmens, was zu einem Totalausfall des Hauptstangenlagers und zu einer Verunreinigung des Motorölsystems mit Metall führte, wodurch der linke Propeller nicht mehr korrekt laufen konnte. Dies führte dazu, dass das Flugzeug nach dem Verlust der Motorleistung die Höhe nicht mehr halten konnte. Außerdem hatten der Flugzeugbetreiber und die Flugbesatzung das maximal zulässige Startgewicht des Flugzeugs überschritten. Beide Piloten, die einzigen Insassen auf dem Frachtflug, überlebten den Unfall.[131]

- 16. Dezember – Eine Short 360-300 der US-amerikanischen Air Cargo Carriers (N748CC) wurde bei einem missglückten Durchstartmanöver am Flugplatz von Oshawa (Ontario, Kanada) zerstört. Nach einem späten Aufsetzen auf der schneebedeckten Landebahn entschloss sich der Kapitän zum Durchstarten, nachdem er aber schon 5 bis 8 Sekunden lang den vollen Umkehrschub betätigt hatte. Die kurze verbleibende Bahnlänge reichte nicht für das Erreichen einer genügenden Geschwindigkeit aus, so dass die Maschine in einiger Entfernung vom Flugplatz wieder im Gelände aufschlug. Die beiden Piloten, die einzigen Insassen auf dem Frachtflug, überlebten den Unfall.[132]

### 2005
- Februar 2005 (genauer Tag unbekannt) – Eine Hawker Siddeley HS 748 CC.2 der ruandischen African Commuter Services (Luftfahrzeugkennzeichen 9XR-AB) überrollte bei der Landung auf der Landepiste Old Fangak (Südsudan) das Landebahnende. Das Flugzeug wurde irreparabel beschädigt. Über Personenschäden ist nichts bekannt.[133][134]

- (A) 3. Februar – Eine aus Herat kommende Boeing 737-200 der afghanischen Kam Air, betrieben von der kirgisischen Phoenix Aviation (EX-037), konnte wegen eines Schneesturmes nicht wie geplant in Kabul landen. Sie wurde rund 30 Kilometer östlich in die Berge geflogen und erst zwei Tage später gefunden. Durch diesen CFIT (Controlled flight into terrain) wurden alle 105 Menschen an Bord getötet (siehe auch Kam-Air-Flug 904).[135]

- 22. Februar – Eine weitere de Havilland Canada DHC-6-300 Twin Otter der Mission Aviation Fellowship (MAF PNG) (P2-MFQ) wurde in einen Berg geflogen. Bei diesem erneuten CFIT (Controlled flight into terrain) während des Landeanflugs auf den Flugplatz Wobegon wurden die beiden 2 Piloten getötet.[136]

- 22. Februar – Bei einer Convair CV-580 der bolivianischen TAM – Transporte Aéreo Militar (FAB-73) entstanden während des Starts vom Flughafen Trinidad (Bolivien) Triebwerksprobleme. Es kam zu einer Bruchlandung in schlammigem Gelände direkt nach dem Start. Das Flugzeug wurde zerstört. Alle 49 Insassen, vier Besatzungsmitglieder und 45 Passagiere, überlebten den Unfall.[137]

- 15. März – Eine Britten-Norman BN-2B-26 Islander der britischen Loganair (G-BOMG) wurde im Anflug auf den Flughafen Campbeltown (Schottland) bei schlechtem Wetter unter die vorgeschriebene Mindestsinkflughöhe geflogen. Die Maschine zerbrach beim Aufprall und versank 14 Kilometer westnordwestlich des Zielflugplatzes im Meer. Beide Insassen, der Pilot und der Passagier, wurden getötet. Beitragende Faktoren zu diesem CFIT (Controlled flight into terrain) waren Übermüdung, fehlende fliegerische Übung während der vorherigen 32 Tage und Überlastung des einzigen Piloten an Bord.[138]

- 16. März – Die Piloten eines Passagierflugzeugs der russischen Regional Airlines () im Norden Russlands flogen eine Autobahn statt der Landebahn an. Das Flugzeug des Typs Antonow An-24 war auf dem Flug von Ufa nach Warandej im Autonomen Kreis der Nenzen. Beim korrigierten Landeanflug kam es dann zum Strömungsabriss und das Flugzeug stürzte zu Boden. Dabei kamen 28 von 52 Menschen ums Leben.[139]

- 26. März – Kurz nach dem Start von der Karibikinsel Providencia (Kolumbien) stürzte ein Let L-410 der kolumbianischen Fluggesellschaft West Caribbean Airways (HK-4146) ab. Die zwei Besatzungsmitglieder und sechs der zwölf Passagiere kamen ums Leben.[140]

- 12. April – Eine de Havilland Canada DHC-6-100 Twin Otter der indonesischen GT Air (PK-LTZ) verunglückte im Anflug auf den 5500 Fuß (1676 Meter) hoch gelegenen Flugplatz Enarotali (Indonesien), als sie noch 6 Kilometer davon entfernt war. Das Wrack wurde erst fünf Tage später gefunden. Alle 17 Insassen, drei Besatzungsmitglieder und 14 Passagiere, kamen ums Leben.[141]

- 20. April – Eine Boeing 707-320C der Saha Airlines (EP-SHE) verunglückte auf dem Flug von Kish Island nach Teheran. Beim Aufsetzen der Boeing auf der Landebahn 29L des Flughafens Teheran-Mehrabad führten Probleme mit dem Fahrgestell dazu, dass die Maschine über die Landebahn hinaus und in den Kan-Fluss rollte. Bei der anschließenden Evakuierung verloren 3 der 157 Passagiere ihr Leben, da sie in den Fluss fielen und dort ertranken (siehe auch Saha-Air-Flug 171).[142]

- 7. Mai – Während des Landeanfluges auf die Stadt Iron Range in Queensland, Australien wurde eine Fairchild Metro 23 der Aero-Tropics Air Services (VH-TFU) gegen einen Berg geflogen. Die Maschine kam aus Bamaga und befand sich im Leasing der Transair Australia. Alle 15 Insassen kamen bei der Kollision ums Leben. Zur Unfallzeit herrschten starker Regen und hohe Windgeschwindigkeiten. Der Copilot hatte nicht die erforderliche Berechtigung. Durch diesen CFIT (Controlled flight into terrain) wurden alle 15 Insassen getötet, beide Besatzungsmitglieder und 13 Passagiere.[143]

- 25. Mai – Kurz nach dem Start in Goma, Demokratische Republik Kongo, stürzte eine Antonow An-12 der kongolesischen Victoria Air während eines Unwetters ab. Dabei kamen alle 26 Insassen ums Leben. Die Maschine befand sich auf dem Flug ins 400 Kilometer entfernte Kindu.

- Juni 2005 (genauer Tag unbekannt) – Bei einer Hawker Siddeley HS 780 Andover der kongolesischen Aero Service Corp. (9Q-CVK) kam es beim Start vom Flughafen Kapoeta (Sudan) zu einem Triebwerksausfall. Beim Versuch der Notlandung auf dem Startflughafen verunglückte die Maschine. Über Personenschäden liegen derzeit keine Angaben vor.[144]

- 10. Juni 2005:
  - Die Piloten einer HS 780 Andover der kenianischen 748 Air Services (5Y-SFE) machten auf dem Flughafen von Lokichoggio (Kenia) eine Bauchlandung, weil sie vergessen hatten, das Fahrwerk auszufahren und alle diesbezüglichen Warnungen missachteten. Das Flugzeug wurde erheblich beschädigt. Alle drei Besatzungsmitglieder, die einzigen Insassen des Frachtfluges, überlebten. Die ohnehin nur 1800 Meter lange Landebahn war durch die beschädigte Andover teilweise blockiert. Drei kleinere Verkehrsflugzeuge landeten auf dem verbliebenen Landebahnstück, während die Piloten zweier Antonow An-12 nach Juba (Sudan) auswichen.[145][146]
  - Auch dem Kapitän einer Lockheed L-100-30 Hercules der angolanischen Transafrik (S9-BAS) wurde dringend nahegelegt, zu einem anderen Flughafen auszuweichen, da die ohnehin nur 1800 Meter lange Landebahn von Lokichoggio durch die bei der Landung beschädigte Hawker-Siddeley HS 780 Andover der kenianischen 748 Air Services teilweise blockiert war. Er entschied sich jedoch für eine Landung vor Ort und setzte das Flugzeug sehr hart noch vor der Landebahn auf, wobei der obere Mittelrumpf aufbrach. Kurz vor dem Stillstand schlug die rechte Tragfläche auch noch in die havarierte Andover ein, was dieser den Rest gab und auch sie zum Totalschaden machte. Die Hercules war im Auftrag der Vereinten Nationen unterwegs. Alle fünf Besatzungsmitglieder überlebten die Bruchlandung.[147]

- 30. Juni – Eine Dornier 228-200 der nepalesischen Gorkha Airlines (9N-AEO) geriet bei der Landung auf dem schwer anzufliegenden Flughafen Lukla von der Landebahn ab. Das Flugzeug wurde so schwer beschädigt, dass es abgeschrieben werden musste. Die zwölf Insassen (neun Passagiere und drei Besatzungsmitglieder) überlebten, wurden aber leicht verletzt.[148]

- 16. Juli – Beim Absturz einer Antonow An-24 der Equatorial Express Airlines aus Äquatorialguinea (3C-VQR) kurz nach dem Start in Malabo, Äquatorialguinea kamen alle 60 Insassen ums Leben. Die Maschine war viel zu lange nicht gewartet worden.[149]

- (A) 2. August – Beim Landeanflug auf Toronto, Kanada, schoss bei schlechtem Wetter und starkem Regen ein Airbus A340 der Air France über die Landebahn hinaus. Alle 309 Insassen (297 Passagiere, 12 Besatzungsmitglieder) konnten das Flugzeug rechtzeitig verlassen, bevor es in Flammen aufging und ausbrannte. Der Unfall wurde in den Medien auch als „Wunder von Toronto“ bezeichnet (siehe auch Air-France-Flug 358).

- (A) 6. August – Eine ATR 72-200 der tunesischen Tuninter musste mit 48 Personen an Bord auf dem Weg von Bari zur tunesischen Urlaubsinsel Djerba im Mittelmeer vor Sizilien wegen Kerosinmangels notwassern. 16 Menschen kamen ums Leben. Ursache war ein falscher Tankfüllstandsanzeiger, der bei Wartungsarbeiten eingebaut worden war (siehe auch Tuninter-Flug 1153).

- (A) 14. August – Eine Boeing 737-300 der zypriotischen Fluggesellschaft Helios Airways zerschellte an einem Berg bei der Stadt Grammatikos nahe Athen. Sie war in Larnaka auf Zypern mit Ziel Prag und einer Zwischenlandung in Athen gestartet. Alle 115 Passagiere sowie 6 Besatzungsmitglieder kamen ums Leben (siehe auch Helios-Airways-Flug 522).

- (A) 16. August – Eine McDonnell Douglas MD-82 der kolumbianischen Fluggesellschaft West Caribbean Airways stürzte mit 152 Passagieren und 8 Besatzungsmitgliedern an Bord in den Bergen der Sierra de Perija am Maracaibo-See, Venezuela, ab. Das Flugzeug war in Panama-Stadt gestartet und auf dem Weg nach Martinique. Alle 160 Insassen starben (siehe auch West-Caribbean-Airways-Flug 708).

- 19. August – Während der Landung auf dem Flughafen Guam/Won Pat kollabierte das Bugfahrwerk einer Boeing 747-200 der US-amerikanischen Northwest Airlines (N627US). Die Flugbesatzung hatte beim Abarbeiten der Checklisten mehrfach das betreffende rote Warnlicht übersehen. Alle 334 Insassen überlebten; das Flugzeug wurde irreparabel beschädigt.[150]

- (A) 24. August – Eine Boeing 737-200 der staatlichen peruanischen Fluggesellschaft TANS Perú ging kurz nach 15 Uhr Ortszeit in der Nähe der Stadt Pucallpa nieder und in Flammen auf. Die Maschine geriet beim Landeanflug in schweres Unwetter und verfehlte die Landebahn. Die Piloten versuchten daraufhin, auf einer Straße im Urwald notzulanden. An Bord befanden sich 93 Passagiere und 7 Besatzungsmitglieder. Etwa die Hälfte der Insassen hat überlebt. Das Flugzeug war in der peruanischen Hauptstadt Lima gestartet und sollte nach Zwischenlandung in Pucallpa/Zentralperu nach Iquitos im Norden des Landes weiterfliegen (siehe auch TANS-Perú-Flug 204).

- (A) 5. September – Eine Boeing 737-200 der indonesischen Mandala Airlines mit 117 Personen an Bord stürzte kurz nach dem Start in Medan, Indonesien, im Stadtgebiet ab, zerbrach und ging in Flammen auf. Flugziel war Jakarta. Über 100 Insassen kamen ums Leben, auf dem Boden gab es je nach Quelle etwa 30–60 Opfer (siehe auch Mandala-Airlines-Flug 91).

- 8. September – In einer de Havilland Canada DHC-6-300 Twin Otter der kongolesischen TMK Air Commuter (9Q-CBO) kam es zwei Minuten nach dem Start vom Flughafen Goma (Demokratische Republik Kongo) zu einem Leistungsverlust eines Triebwerks. Die Piloten versuchten, den Flughafen Gisenyi (Ruanda) zu erreichen, was aber misslang. Stattdessen musste eine Notlandung in einem Bananenfeld durchgeführt werden, wobei das Flugzeug irreparabel beschädigt wurde. Alle 20 Insassen, zwei Besatzungsmitglieder und 18 Passagiere, überlebten den Unfall; drei wurden verletzt.[151]

- 11. September – Eine NAMC YS-11-500R der thailändischen Phuket Airlines (HS-KVO) geriet bei der Landung auf dem Flughafen Mae Sot (Thailand) von der Landebahn ab und rutschte eine kleine Böschung hinab. Alle 28 Insassen, vier Besatzungsmitglieder und 24 Passagiere, überlebten. Das Flugzeug wurde irreparabel beschädigt.[152]

- (A) 4. Oktober – Eine Antonow An-12B der kongolesischen Wimbi Dira Airways (9Q-CWC), die auf einem Charterflug rund 100 Soldaten der Streitkräfte der Demokratischen Republik Kongo transportierte, machte eine Bruchlandung auf einer erdigen Landepiste bei Aru, bei der die beiden Hauptfahrwerke abgeknickt beziehungsweise durch den Flugzeugrumpf ins Innere gedrückt wurden. Alle Insassen überlebten den Zwischenfall, jedoch liefen bei der anschließenden, chaotisch verlaufenden Evakuierung zwei Passagiere in den noch laufenden Propeller des Triebwerks Nr. 2 und wurden getötet. Fünf Personen wurden verletzt (siehe auch Flugunfall einer Antonow An-12 der Wimbi Dira Airways)

- 6. Oktober – Eine Cessna 208B Super Cargomaster der US-amerikanischen FedEx (C-FEXS) stürzte beim Versuch der Rückkehr zum Startflughafen Winnipeg, Kanada, ab und brannte aus. Die überladene Maschine war nach dem Start bei leichtem Schneefall in Vereisungsbedingungen gekommen und außer Kontrolle geraten. Die Pilotin, einzige Insassin, wurde getötet.[153]

- (A) 22. Oktober – Eine Boeing 737-200 der nigerianischen Fluggesellschaft Bellview Airlines stürzte nahe Ifo im Bundesstaat Ogun ab. Alle 111 Passagiere und 6 Besatzungsmitglieder kamen ums Leben. Das Flugzeug war in Lagos gestartet und sollte nach Abuja fliegen (siehe auch Bellview-Airlines-Flug 210).

- 30. Oktober – Eine Let L-410UVP-E19A der kroatischen Trade Air (9A-BTA) stürzte auf dem Flug nach Zagreb kurz nach dem Start vom Flughafen Bergamo (Italien) auf ein Feld. Als Ursachen wurde angegeben, dass die Besatzung die Anweisungen der Fluglotsen falsch interpretiert hatte und im Anschluss die Kontrolle über das Flugzeug verloren hatte. Alle drei Insassen dieses Frachtfluges kamen ums Leben.[154]

- 11. November – Ein Frachter des Typs Iljuschin Il-76 der georgischen Royal Airlines Cargo (4L-ZIL) wurde etwa 30 Kilometer nordwestlich der afghanischen Hauptstadt Kabul in die Berge geflogen. Alle 8 Besatzungsmitglieder fanden den Tod. Die Maschine kam aus Bahrain und hatte technisches Gerät für die ISAF an Bord. Durch diesen CFIT (Controlled flight into terrain) wurden alle 8 Besatzungsmitglieder getötet.[155]

- 19. November – Eine Cessna 208B Grand Caravan der russischen Ivolga Avia stürzte in einem Schneesturm rund 10 Kilometer nordöstlich des Flughafens Moskau-Domodedowo in einen Wald. Beide Piloten und 6 Fluggäste starben. Die Maschine war auf dem Weg von Woronesch nach Moskau.

- (A) 8. Dezember – Eine Boeing 737-7H4 der US-amerikanischen Southwest Airlines überschoss die Landebahn auf dem Flughafen Chicago-Midway, Illinois, Vereinigte Staaten. Keiner der Insassen kam ums Leben, jedoch ein Mensch am Boden (siehe auch Southwest-Airlines-Flug 1248).

- 10. Dezember – Eine Passagiermaschine der nigerianischen Fluggesellschaft Sosoliso verunglückte bei der Landung in Abuja. Von den 110 Menschen an Bord kamen 106 ums Leben.

- (A) 19. Dezember – Eine Passagiermaschine des Typs Grumman G73T Turbine Mallard der US-amerikanischen Fluggesellschaft Chalk’s Ocean Airways ging vor der Küste von Miami, Florida kurz nach dem Start in Flammen auf und stürzte ins Meer. Alle 20 Insassen kamen ums Leben. Das Flugzeug war auf dem Weg zu der Bahamas-Insel Bimini (Bahamas) (siehe auch Chalk’s-Ocean-Airways-Flug 101).

- (A) 24. Dezember – Eine Passagiermaschine des Typs Antonow An-140 der aserbaidschanischen Fluggesellschaft Azerbaijan Airlines stürzte kurz nach dem Nachtstart vom Flughafen Baku nahe Nardaran am Kaspischen Meer ab. Das Flugzeug war auf dem Weg nach Aqtau in Kasachstan. Alle Insassen (18 Passagiere und 5 Besatzungsmitglieder) kamen ums Leben. Grund war der Einbau gefälschter Flugzeugteile ab Werk (siehe Azerbaijan-Airlines-Flug 217).[156]

### 2006
- 5. Januar – Eine Douglas DC-4/C-54G der kanadischen Buffalo Airways (Luftfahrzeugkennzeichen C-GXKN) startete vom Flughafen Norman Wells, Nordwest-Territorien (Kanada), zu einem Frachtflug zum Flughafen Yellowknife. Sechs Minuten nach dem Start kam es zu einem Triebwerksbrand und Ausfall des Motors Nr. 2. Der Einsatz der im Motor eingebauten Feuerlöschflaschen blieb wirkungslos. Der Propeller wurde in Segelstellung gebracht, aber gleichzeitig ging der Propeller des Triebwerks Nr. 1 ebenfalls in Segelstellung. Kurz vor einer bereits eingeleiteten Außenlandung erlosch das Feuer, und die Piloten flogen mit nur zwei laufenden Triebwerken zurück zum Startflugplatz. Bei der Notlandung kam die Maschine von der Landebahn ab und erst 20 Meter vom Landebahnrand im tiefen Schnee zum Stillstand. Das Flugzeug wurde irreparabel beschädigt. Die vier Besatzungsmitglieder blieben unverletzt.[157]

- 5. Februar – Eine Short 360-100 der US-amerikanischen Air Cargo Carriers (N3735W) kollidierte nahe Watertown (Wisconsin) mit einer anderen Short 360 derselben Gesellschaft (N372AC), während die Piloten im Formationsflug gegenseitig Foto- und Videoaufnahmen machten. Während mit der anderen, ebenfalls beschädigten Short 360 (N372AC) eine Notlandung auf dem gemeinsamen Startflughafen Milwaukee-Mitchell (Wisconsin, USA) gelang, stürzte N3735W in ein Feld. Dabei wurden alle 3 Insassen, die beiden Besatzungsmitglieder und der einzige Passagier, getötet.[158]

- 17. März – Eine Hawker Siddeley HS 748-286 2A LFD der kenianischen Trackmark Cargo (5Y-TCA) überrollte bei der Landung auf der Landepiste Old Fangak (Südsudan) das Landebahnende. An der Maschine, die sich auf einem Überführungsflug befand, brach das rechte Hauptfahrwerk zusammen, wodurch erhebliche Schäden am Rumpf, an den Propellern und Landeklappen entstand. Das Flugzeug wurde irreparabel beschädigt. Alle Insassen überlebten den Unfall.[159]

- 24. März – Eine Convair CV-580 der südafrikanischen Skyhaul (ZS-SKI), betrieben für die kongolesische LAC – SkyCongo, wurde auf dem Flughafen Kinshasa-Ndjili (Demokratische Republik Kongo) irreparabel beschädigt. Während eines Gewitters wurde eine nicht ausreichend gesicherte Antonow An-24 in die Convair geblasen. Personen kamen nicht zu Schaden.[160]

- 16. April – Eine Fokker F-27-400M Friendship der bolivianischen TAM – Transporte Aéreo Militar (FAB-91) geriet bei der Landung auf dem Flughafen Guayaramerin (Bolivien) bei Regenwetter von der Landebahn ab. Dabei wurden Fahrwerk und Tragflächen derart in Mitleidenschaft gezogen, dass die Maschine irreparabel beschädigt wurde. Eine 80-jährige Frau starb an einem Herzanfall; die anderen 30 Insassen blieben unbeschadet.[161]

- (A) 27. April – Eine Convair CV-580 der südafrikanischen Skyhaul (ZS-SKH), betrieben für die kongolesische Sun Air Services, sprang bei der Landung auf dem Flugplatz Amisi (Demokratische Republik Kongo) dreimal wieder hoch, woraufhin das linke Hauptfahrwerk zusammenbrach. Die Maschine kam von der Landebahn ab, die linke Tragfläche streifte eine Böschung und brach ab. Der Rumpf kollidierte mit einer Wasserfurche und blieb in Rückenlage liegen, wobei ein Brand ausbrach, der das Flugzeug zerstörte. Alle 8 Insassen, die zwei Besatzungsmitglieder und 6 Passagiere auf dem angeblichen Frachtflug, kamen ums LebenFlugunfall einer Convair CV-580 der Sun Air Services bei Amisi (siehe auch Flugunfall einer Convair CV-580 der Sun Air Services bei Amisi).[162]

- (A) 3. Mai – Ein Airbus A320 der armenischen Fluggesellschaft Armavia (EK-32009) stürzte über dem Schwarzen Meer ab. Die Maschine kam aus Jerewan und war auf dem Weg nach Sotschi. Alle 105 Passagiere und 8 Besatzungsmitglieder kamen ums Leben (siehe auch Armavia-Flug 967).

- 14. Mai – Eine Convair CV-580 der Regierung von Saskatchewan (Kanada) (C-GSKJ) verunglückte beim Durchstarten 1,5 Kilometer nordwestlich des Flughafens La Ronge (Saskatchewan, Kanada) auf einem Trainingsflug. Während der Kapitän die Maschine flog, hatte der Erste Offizier versehentlich das linke Triebwerk abgestellt, ohne dies jedoch zu melden. Beim versuchten Durchstarten führte die fehlende Leistung zur Kollision mit Bäumen und zum Absturz. Ursache des Unfalls war die mehrfach missverständliche und fehlende Kommunikation und die daraus resultierende Verwirrung im Cockpit. Eines der drei Besatzungsmitglieder, der einzigen Insassen, wurde getötet.[163]

- 18. Mai – Eine Short 330-200 der US-amerikanischen Air Cargo Carriers (N937MA) wurde auf dem Flughafen Myrtle Beach (South Carolina, USA) irreparabel beschädigt, als die Maschine mit eingefahrenem Fahrwerk eine Bauchlandung machte. Die beiden Piloten, die einzigen Insassen auf dem Frachtflug, überlebten den Unfall.[164]

- 21. Juni – Eine de Havilland Canada DHC-6-300 Twin Otter der nepalesischen Yeti Airlines (9N-AEQ) wurde bei einer scharfen Kurve im Anflug auf den Flugplatz Jumla (Nepal) 500 Meter östlich davon in ein Reisfeld geflogen. Vorausgegangen war ein sehr chaotischer Anflug und ein Durchstartversuch. Durch diesen CFIT (Controlled flight into terrain) wurden alle 9 Insassen getötet, drei Besatzungsmitglieder und 6 Passagiere.[165]

- 9. Juli – Auf dem Flughafen Irkutsk kam ein in Moskau gestarteter Airbus A310-300 der russischen S7 Airlines (F-OGYP) bei der Landung mit hoher Geschwindigkeit von der Landebahn ab, prallte gegen eine Betonwand und in ein Gebäude, wo er in Flammen aufging. Dabei wurden 125 der insgesamt 203 Insassen getötet. Auslöser waren eine schon vorher defekte Schubumkehr und ein gänzlich unkoordiniertes Vorgehen der Piloten, wodurch erneuter Vorwärtsschub des anderen Triebwerks, Wiedereinfahren der bremsenden Störklappen an den Tragflächen sowie Deaktivierung des automatischen Bremssystems bewirkt wurden.[166]

- 10. Juli 2006 – Eine Fokker F-27 der Pakistan International Airlines (AP-BAL) stürzte kurz nach dem Start vom Flughafen Multan ab. Alle 45 Personen an Bord kamen ums Leben. Der Kapitän hatte den Start trotz eines Triebwerksschadens noch während des Startlaufs fortgesetzt; es kam zum Strömungsabriss. Der Triebwerksschaden selbst war durch Wartungsfehler verursacht worden.[167]

- 12. Juli – Eine Lockheed L-100-30 Hercules der angolanischen Transafrik (S9-BOF) schlug beim zweiten Landeversuch auf dem Flughafen von Kigoma (Tansania) mit hoher Sinkgeschwindigkeit 300 Meter links von der Landebahn 16 am Boden auf und wurde zerstört. Die Maschine wurde im Auftrag der Vereinten Nationen betrieben. Alle fünf Besatzungsmitglieder überlebten.[168]

- 29. Juli – An einer de Havilland Canada DHC-6-100 Twin Otter der US-amerikanischen Adventure Aviation (N203E) kam es unmittelbar nach dem Start vom Sullivan Regional Airport (Missouri, USA) zu einem Leistungsverlust des rechten Triebwerks durch den Bruch von Verdichterturbinenschaufeln. Die Maschine verlor an Höhe, kollidierte mit einem Mast und einem Baum und stürzte direkt nordwestlich vom Flugplatz neben ein Haus. Von den 8 Insassen kamen 6 ums Leben, der Pilot und 5 Fallschirmspringer.[169]

- (A) 13. August – Eine Lockheed L-100-30 Hercules der Air Algérie (7T-VHG) stürzte auf dem Weg von Algier nach Frankfurt in der Nähe der italienischen Stadt Piacenza ab, nachdem es im Anschluss an den Ausfall des Autopiloten zum Kontrollverlust gekommen war. Die 3 Besatzungsmitglieder überlebten den Unfall nicht (siehe auch Air-Algérie-Flug 2208).[170]

- (A) 22. August – In der Oblast Donezk in der Ukraine stürzte ein Passagierflugzeug des Typs Tupolew Tu-154 der russischen Pulkovo Airlines ab. Die Maschine war auf dem Weg von Anapa nach Sankt Petersburg. Wegen Pilotenfehlern kam es zu Strömungsabriss, was zum Flachtrudeln führte. Alle 170 Insassen verloren ihr Leben (siehe auch Pulkovo-Airlines-Flug 612).

- (A) 27. August – Ein Bombardier Canadair Regional Jet 100 der US-amerikanischen Comair kollidierte in Lexington (Kentucky) beim Start mit Hindernissen hinter dem Startbahnende. Die Maschine war für Delta Connection eingesetzt, eine Marke der Delta Air Lines. Dabei kamen 49 Personen ums Leben; nur der Copilot überlebte. Der Unfall geschah, weil die Piloten auf Grund von Bauarbeiten an einem Rollweg die falsche Startbahn benutzten, die nur halb so lang war wie die vom Tower freigegebene Startbahn (siehe auch Comair-Flug 5191).[171]

- 1. September – Ein Passagierflugzeug des Typs Tupolew Tu-154 der Gesellschaft Iran Airtour mit 148 Insassen fing bei der Landung in Maschhad (Nordostiran) Feuer, nachdem ein Reifen geplatzt war und die Maschine unkontrollierbar über die Landebahn rutschte; 29 Personen starben.

- (A) 29. September – Eine Boeing 737-800 der brasilianischen Fluggesellschaft Gol stürzte beim Flug von Manaus, Brasilien, zur Landeshauptstadt Brasília in ein Urwaldgebiet im nördlichen Mato Grosso ab, nachdem sie in 11.000 m Höhe eine Embraer Legacy (N600XL) des US-amerikanischen Charterunternehmens Excelaire gestreift hatte. Alle 148 Passagiere der Boeing und die sechs Besatzungsmitglieder kamen ums Leben. Die Legacy konnte leicht beschädigt notlanden (siehe auch Gol-Transportes-Aéreos-Flug 1907).

- (A) 10. Oktober – Eine BAe 146-200 (OY-CRG) der färöischen Atlantic Airways verunglückte auf dem Flughafen Stord (Norwegen).[172] Sie befand sich auf einem Charterflug nach Molde. Die Maschine überrollte beim Abbremsen das Landebahnende und fing Feuer.[173] Von den 16 Insassen konnten sich 12 in Sicherheit bringen, bevor das Flugzeug ausbrannte. Mehrere Faktoren verursachten den Unfall. Es regnete und das Wasser konnte von der Piste nicht abfließen, da keine Rillen im Asphalt vorhanden waren. Außerdem gab es bei der Landung leichten Rückenwind. Es konnte nicht wie üblich mit den Störklappen abgebremst werden, da diese nicht ausfuhren. Die Piloten versuchten mit der Notbremse, das Flugzeug zum Stehen zu bringen. Die Notbremse hat aber kein Antiblockiersystem, weshalb die Räder blockierten und das Flugzeug ins Schleudern geriet. Somit verringerte sich die Geschwindigkeit nicht schnell genug und das Flugzeug stürzte einen Abhang hinunter (siehe auch Atlantic-Airways-Flug 670).[174]

- (A) 29. Oktober – Eine Boeing 737-200 der privaten nigerianischen Fluggesellschaft Aviation Development Company (ADC) stürzte während eines Unwetters circa eine Minute nach dem Start vom Flughafen in Abuja, der Hauptstadt Nigerias, ab. Die Maschine fiel in ein Gebiet mit Bäumen in der Nähe der Startbahn und zerbrach dabei in mehrere Teile. An Bord befanden sich 100 Passagiere und fünf Besatzungsmitglieder. Nur neun Menschen überlebten den Unfall, davon einer schwer verletzt. Am Boden kamen sechs arbeitende Bauern ums Leben. Die Maschine hatte auf dem Flug von Lagos nach Sokoto in Abuja eine Zwischenlandung gemacht und war gegen den Rat der Towerbesatzung bei sehr schlechtem Wetter von dort wieder gestartet. Der ADC wurde aufgrund des Unfalls die Fluglizenz entzogen (siehe auch ADC-Airlines-Flug 53).

- Anfang November 2006 brach an einer Hawker Siddeley HS 748-245 2A der Best Air aus Bangladesch (S2-ABE), betrieben für Astral Aviation, bei der Landung auf dem Alek airstrip (Südsudan) das Bugfahrwerk zusammen und das linke Hauptfahrwerk bohrte sich durch die Tragfläche. Dadurch wurden erhebliche Schäden an beiden Propellern und der vorderen Rumpfunterseite verursacht, wodurch das Flugzeug irreparabel beschädigt wurde. Alle fünf Besatzungsmitglieder, die einzigen Insassen auf dem Frachtflug, überlebten den Unfall.[175][176]

- 1. November – Eine Antonow An-12 der 748 Air Services aus Sierra Leone (9L-LFQ) verunglückte bei der Landung auf dem Flugplatz Lokichoggio (Kenia). Das Flugzeug wurde aufgrund zu hoher Sinkgeschwindigkeit hart aufgesetzt und sprang dreimal von der Landebahn wieder hoch, bis schließlich das Bugfahrwerk der schwer beladenen Frachtmaschine brach. Die drei Passagiere und die sechsköpfige Besatzung konnten unverletzt das Flugzeug verlassen.[177]

- 17. November – Eine de Havilland Canada DHC-6-300 Twin Otter der indonesischen Trigana Air Service (PK-YPY) wurde in einer Höhe von 3180 Metern gegen den Berg Puncak Jaya (Indonesien) geflogen, 48 Kilometer vom Ziel entfernt, dem Flugplatz Ilaga. Das Wrack wurde am nächsten Tag gefunden. Durch diesen CFIT (Controlled flight into terrain) wurden alle 12 Insassen getötet, drei Besatzungsmitglieder und 9 Passagiere.[178]

### 2007
- (A) 1. Januar – Eine Boeing 737-4Q8 der privaten indonesischen Fluggesellschaft Adam Air (Luftfahrzeugkennzeichen PK-KKW) mit 96 Passagieren und sechs Besatzungsmitgliedern an Bord verschwand nahe Pambauang während eines Fluges von der Insel Java nach Sulawesi, nachdem der Funkkontakt abriss. Die Auswertung des Flugschreibers ergab, dass die Maschine mit technischen Problemen und deaktiviertem Autopilot im Sinkflug immer schneller wurde, bis sie in der Luft zerbrach und ins Meer stürzte (siehe auch Adam-Air-Flug 574).[179]

- 9. Januar – Beim Absturz einer moldawischen Chartermaschine des Typs Antonow An-26 der AerianTur-M (Kennzeichen ER-26068) 2,5 Kilometer vor der Landebahn der US-amerikanischen Balad Air Base im Irak wurden 34 der 35 Insassen getötet.[180]

- 9. Januar – Eine British Aerospace 3112 Jetstream 31 der kanadischen Peace Air (C-FBIP) setzte bei der Landung auf dem Fort St. John Airport, Kanada, rund 100 m vor der Landebahn auf und wurde irreparabel beschädigt. Keiner der zwei Crewmitglieder und zehn Passagiere kam ums Leben.[181]

- 17. Januar – An einer Douglas DC-4/C-54G der US-amerikanischen Brooks Fuel (N82FA) geriet das Triebwerk Nr. 2 (links innen) in Brand. Eine Notlandung in der Tundra 8 Kilometer westlich von Nenana (Alaska) musste durchgeführt werden, da der dortige Flugplatz nicht mehr erreicht werden konnte. Die beiden Besatzungsmitglieder, einzige Insassen auf dem Frachtflug, überlebten den Unfall.[182]

- (A) 25. Januar – Eine Fokker 100 der französischen Régional Compagnie Aérienne Européenne (F-GMPG) startete vom Flughafen Pau-Pyrenäen auf einem Air-France-Flug zum Flughafen Paris-Charles-de-Gaulle. Nach dem Abheben neigte sich die Maschine zunächst um 35 Grad nach links, dann um 67 Grad nach rechts und wieder um 59 Grad nach links. Sie fiel aus einer Flughöhe von 32 Metern auf die Startbahn herab und sprang beim Aufsetzen auf dieser wieder hoch. Bei einer Geschwindigkeit von 160 Knoten (300 km/h) entschied der Kapitän, den Start abzubrechen. Die Maschine setzte erneut auf, rollte 300 Meter über das Landebahnende hinaus und kreuzte eine dahinter liegende Straße. Das linke Hauptfahrwerk riss das Führerhaus eines LKW auf, der Fahrer wurde dabei getötet. Alle Insassen des Flugzeugs überlebten. Unfallursachen waren Raureif auf den Tragflächen und ein zu starkes Rotieren (Anheben der Nase) (siehe auch Air-France-Flug 7775).[183]

- 7. März – Auf der indonesischen Insel Java schoss eine Boeing 737-497 der indonesischen Fluggesellschaft Garuda Indonesia (PK-GZC) über eine Landebahn hinaus und ging in Flammen auf. Von den Insassen starben 22, 118 Menschen überlebten zum Teil schwer verletzt.[184]

- 8. März – Ein Airbus A300B2-101 der Indian Airlines (VT-EFW) sollte durch Mechaniker des Bodenpersonals auf dem Flughafen Delhi-Indira Gandhi (Indien) auf eine andere Position gerollt werden. Nachdem einer die Sicherung für „flight idle“ (erhöhte Leerlaufdrehzahl) aktiviert hatte, sprang das Flugzeug über die Bremsklötze und rollte auf den Wartungshangar für Frachtflugzeuge zu. Aufgrund der flight idle-Stellung funktionierten Bremsen und Bugradsteuerung nicht. Um dem Hangar auszuweichen, erhöhten die Mechaniker den Schub des rechten Triebwerks auf 90 %. Nachdem das Flugzeug sich um etwa 80° gedreht hatte, verloren sie vollends die Kontrolle und es raste direkt auf die Flughafen-Begrenzungsmauer neben den Hangars zu und durchbrach sie. Das Bugfahrwerk brach zusammen und die Flugzeugnase bohrte sich in den Boden. Das Flugzeug wurde irreparabel beschädigt. Alle fünf Insassen (Bodenmechaniker) überlebten den Totalschaden.[185]

- 12. März – Während des Starts eines Airbus A310-300 der Biman Bangladesh Airlines (S2-ADE) auf dem Flughafen Dubai kollabierte das Bugfahrwerk. Es gab keine Opfer unter den 250 Menschen an Bord, jedoch wurde die Maschine irreparabel beschädigt und später verschrottet.[186]

- 17. März – Eine Tupolew Tu-134 der russischen UTair (RA-65021) setzte beim Anflug 300 m vor der Start- und Landebahn am Flughafen Flughafen Samara, Russland, auf. Die Besatzung hatte sogar auf Nachfrage noch im Anflug vollkommen falsche Wetterdaten erhalten, unterschritt aber auch die vorgeschriebene Entscheidungshöhe, ohne die Landebahn in Sicht zu haben. Die Maschine zerbrach beim Aufprall und rollte in Rückenlage. Sechs Passagiere starben, 51 Menschen überlebten zum Teil schwer verletzt.[187]

- 23. März – Ein Airbus A300 der Ariana Afghan Airlines (YA-BAD) kam bei der Landung auf dem Flughafen Istanbul-Atatürk von der Piste ab und wurde dabei irreparabel beschädigt. Die 50 Insassen konnten das Flugzeug unverletzt verlassen.[188]

- (A) 5. Mai – Eine Boeing 737-800 der Kenya Airways mit 114 Passagieren stürzte auf dem Flug von Abidjan nach Nairobi kurz nach dem Start in Douala, Kamerun in der Nähe von Kribi ab, nachdem die Piloten die Kontrolle über das Flugzeug verloren hatten. Keiner der Insassen überlebte den Absturz.

- 15. Juni – An einer BAe ATP der indischen First Flight Couriers (VT-FFB) brach bei einer sehr harten Landung auf dem Flughafen Chennai (Indien) das Bugfahrwerk zusammen. Das Flugzeug wurde irreparabel beschädigt. Beide Piloten, die einzigen Insassen auf dem Frachtflug, überlebten den Unfall.[189]

- 25. Juni – Eine Antonow An-24B der kambodschanischen PMTair (XU-U4A) kollidierte in einer Höhe von ungefähr 500 Metern mit einem Hügel. Das Flugzeug befand sich auf dem Weg von Siem Reap nach Sihanoukville. Alle 22 Insassen starben.[190]

- 28. Juni – Eine Boeing 737-200 der TAAG Angola Airlines (D2-TBP), von Luanda kommend, setzte mit 78 Insassen bei der Landung in der angolanischen Stadt M’banza Kongo vor der Landebahn auf. Das rechte Hauptfahrwerk brach zusammen, die Maschine rutschte in zwei Gebäude und Autos. Dabei gab es 6 Tote, davon einen außerhalb des Flugzeugs, und mehrere Schwerverletzte.[191]

- 5. Juli 2007 – Eine Cessna 208B Grand Caravan (N208EC) stürzte beim Anflug auf den Flugplatz Connemara aufgrund rauer Wetterbedingungen ab, wobei zwei Menschen getötet und sieben verletzt wurden. Das Flugzeug war ein Charterflugzeug und kehrte von einem Tagesausflug nach Inis Meáin zurück.[192]

- (A) 17. Juli – Ein Airbus A320 der brasilianischen TAM Linhas Aéreas kam nach der Landung auf dem Flughafen São Paulo–Congonhas (Brasilien) auf der regennassen Landebahn nicht zum Stehen und kollidierte mit einer Tankstelle und einem Gebäude außerhalb des Flughafengeländes. Dabei wurden alle 181 Passagiere, sechs Besatzungsmitglieder und 12 Personen am Boden getötet (siehe auch TAM-Linhas-Aéreas-Flug 3054).[193]

- (A) 9. August – Eine Minute nach dem Start stürzte eine Twin Otter der Gesellschaft Air Moorea (eine Tochtergesellschaft der Air Tahiti) zwischen den 17 Kilometer auseinanderliegenden Inseln Tahiti und Moorea ins Meer. Alle 19 Passagiere und der Pilot kamen ums Leben. Unfallursache war ein gerissenes Steuerseil, das zu einem Kontrollverlust führte (siehe auch Air-Moorea-Flug 1121).

- (A) 20. August 2007 – Eine Boeing 737-800 der taiwanesischen China Airlines auf dem Flug von Taipeh nach Okinawa fing nach der Landung auf dem Flughafen von Naha Feuer und brannte aus.[194] Es gab zwei Leichtverletzte. Als Unfallursache gilt ein gelockerter Stift, der den Tank beschädigte (siehe auch China-Airlines-Flug 120).[195]

- (A) 7. September – Eine Antonow An-12BP der georgischen Transaviaservice (4L-SAS) überrollte die Landebahn am Flughafen Goma, die aufgrund eines Vulkanausbruchs im Jahr 2000 nicht mehr in voller Länge zur Verfügung stand. Die Maschine schlitterte in ein Feld aus erkalteter Lava, brach auseinander und geriet in Brand, wobei alle acht Personen an Bord starben. Vor und nach dem Unfall hatte es auf dem Flughafen weitere Unfälle ähnlicher Art gegeben (siehe auch Flugunfall einer Antonow An-12 in Goma 2007).

- (A) 16. September – Mit einer McDonnell Douglas DC-9-82 der thailändischen Billigfluggesellschaft One-Two-Go Airlines (einer Tochtergesellschaft der Orient Thai Airlines) (HS-OMG) wurde kurz vor der Landung auf dem Flughafen Phuket ein Durchstarten eingeleitet, welches jedoch misslang, da der Schub auf Leerlauf ging. Die Maschine krachte neben der Landebahn auf den Boden, zerbrach in zwei Teile und geriet in Brand. Es befanden sich 130 Insassen (davon 123 Passagiere) an Bord, von denen 90 diesen Unfall nicht überlebten (siehe auch Flug OG 269).[196][197]

- 4. Oktober – Eine Frachtmaschine der kongolesischen Fluggesellschaft Africa One des Typs Antonow An-26 stürzte kurz nach dem Start auf einen belebten Markt in der kongolesischen Hauptstadt Kinshasa. Von den 27 Insassen der Maschine überlebten nur zwei, auch eine hohe Zahl von Personen am Boden starb.

- (A) 8. Oktober – Eine Let L-410UVP-E10A der SADI Colombia (HK-4055), die für die ebenfalls kolumbianische Nacional de Aviación betrieben wurde, verunfallte an einem Berghang im Páramo de Sumapaz, nachdem die Piloten durch Navigationsfehler von der vorgesehenen Route abgekommen waren und anschließend über drei Minuten lang die Warnungen des Enhanced Ground Proximity Warning Systems vor einer Kollision mit dem Gelände ignorierten. Alle 17 Insassen kamen dabei ums Leben (siehe auch Flugunfall einer Let L-410 der Nacional de Aviación 2007).[198]

- 11. Oktober – Eine McDonnell Douglas DC-9-83 (MD-83) der ägyptischen Fluggesellschaft AMC Airlines (SU-BOY) musste auf dem Flughafen Istanbul-Atatürk notgelandet werden. Die Maschine war auf dem Weg von Hurghada nach Warschau. Sie machte dabei eine kontrollierte Bauchlandung und kam von der Piste ab. Bei dem Vorfall wurde ein Passagier verletzt. Das Flugzeug wurde irreparabel beschädigt.[199]

- 26. Oktober – Ein Airbus A320-214 der Philippine Airlines (RP-C3224) überrollte bei der Landung auf dem Flughafen Butuan/Bancasi (Philippinen) das Landebahnende, fiel einen leichten Abhang herunter und kam zwischen Bäumen zum Stillstand. Alle 154 Insassen, sechs Besatzungsmitglieder und 148 Passagiere, überlebten den Unfall. Das Flugzeug wurde irreparabel beschädigt.[200]

- (A) 30. November – Im Landeanflug auf den Flughafen Isparta-Süleyman Demirel im Südwesten der Türkei wurde eine McDonnell Douglas DC-9-83 (MD 83) der türkischen Fluggesellschaft Atlasjet, heutiger Name AtlasGlobal (TC-AKM), in einem unwegsamen Berggebiet in einen Berg geflogen. Keine der 57 an Bord befindlichen Personen (50 Passagiere, 7 Crewmitglieder) überlebte den Unfall. Der Funkkontakt zu der von der Gesellschaft World Focus Airlines geleasten Maschine, unterwegs vom Flughafen Istanbul-Atatürk nach Isparta, war kurz vor der geplanten Landung abgebrochen (siehe auch Atlasjet-Flug 4203).[201]

- 30. Dezember – Eine Boeing 737-300 der rumänischen TAROM (YR-BGC) kollidierte in Bukarest während des Startlaufs in dichtem Nebel mit einem auf der Startbahn zurückgelassenen Baufahrzeug. Die Maschine wurde irreparabel beschädigt, unter den 123 Insassen gab es jedoch keine Todesopfer.[202]

### 2008
- (A) 17. Januar – Beide Triebwerke einer Boeing 777-200ER der British Airways (Luftfahrzeugkennzeichen G-YMMM) fielen im Anflug auf den Flughafen London Heathrow aus; bei der Bruchlandung überlebten trotz des Totalschadens alle 152 Insassen (siehe auch British-Airways-Flug 38).

- (A) 21. Februar – Eine ATR 42-300 der venezolanischen Santa Barbara Airlines prallte auf dem Flug nach Caracas kurz nach dem Start in Mérida gegen einen Berg. Dabei kamen alle 46 Insassen ums Leben (siehe auch Santa-Bárbara-Airlines-Flug 518).

- 14. Februar – Eine Bombardier CRJ100 der belarussischen Belavia Belarusian Airlines (EW-101PJ) überschlug sich beim Start vom Flughafen Jerewan in der armenischen Hauptstadt. Alle 18 Passagiere und 3 Crewmitglieder an Bord überlebten, wurden aber zum Teil schwer verletzt. Grund war das Nichteinschalten der Enteisungsanlage für die Tragflächen durch die Piloten.[203][204]

- 30. März – Ein Hubschrauber des Typs Mil Mi-8 der russischen Spark+ Airline (RA-06152) kollidierte im Schneetreiben mit einem Hangar auf dem Kapp Heer Heliport, Spitzbergen, wobei drei der neun Personen an Bord ums Leben kamen.[205][206]

- 13. April – Eine Antonow An-32 der sudanesischen Kata Air Transport (ST-AZL) verunglückte am Flughafen Chișinău bei der Landung. Die Maschine kam direkt aus der Wartung, allerdings kehrten die Piloten aufgrund eines Defekts gleich nach dem Start von Chișinău wieder um. Alle acht Insassen der Frachtmaschine kamen bei dem Absturz ums Leben.[207]

- (A) 15. April – Eine Douglas DC-9 des privaten kongolesischen Luftfahrtunternehmens Hewa Bora Airways (9Q-CHN) stürzte kurz nach dem Start in Goma im Osten des Kongo auf dem Flug nach Kinshasa in ein Wohngebiet. Dabei wurden 44 Personen getötet, die meisten am Boden (siehe auch Hewa-Bora-Airways-Flug 122).[208]

- 22. April – Eine an die rumänische Carpatair vermietete BAe 146-200 der Romavia (YR-BEB) geriet auf dem Flughafen Bukarest Henri Coandă (Rumänien) von der Landebahn ab, nachdem das Hauptfahrwerk zusammengebrochen war. Alle 73 Insassen konnten sich retten, das Flugzeug wurde jedoch irreparabel beschädigt.[209]

- 2. Mai – Die Besatzung der kenianischen Flex Air Beech 1900 C (5Y-FLX) leitete 400 Kilometer von Juba entfernt eine Notlandung ein, nachdem beide Triebwerke ausgefallen waren. Der Turboprop wurde für die South Sudan Air Connection eingesetzt. Keiner der 22 Insassen, darunter der Verteidigungsminister des Sudan, überlebte den Unfall.

- (A) 30. Mai – Ein Airbus A320 (EI-TAF) der TACA aus El Salvador kam bei ungünstigen Wetterverhältnissen auf dem als schwierig geltenden Toncontín International Airport von Tegucigalpa (Honduras) von der Landebahn ab und rammte mehrere Autos, bevor er zum Stehen kam und stark beschädigt wurde. Unter den mindestens 5 Toten war auch der Präsident der BCIE, Harry Brautigam. Weitere 80 wurden verletzt (siehe auch TACA-Flug 390).

- (A) 10. Juni – Ein Airbus A310-324 der Sudan Airways (ST-ATN) mit 203 Passagieren und 11 Besatzungsmitgliedern an Bord überrollte bei der Landung auf dem Flughafen Khartum das Landebahnende um gut 200 Meter. Die Maschine wurde beschädigt und geriet auf der rechten Seite in Brand. Die Piloten hatten vom Tower eine falsche Windinformation erhalten und flogen in Wirklichkeit mit knapp 30 km/h Rückenwind an. Außerdem war schon seit einiger Zeit die Umkehrschub-Vorrichtung eines Triebwerks defekt. Schließlich fand kein schneller, angemessener oder geordneter Löscheinsatz der Flughafenfeuerwehr statt, da zum einen akuter Personalmangel herrschte und zum anderen die Löschfahrzeuge über keinerlei Funkverbindung verfügten. Das Feuer erfasste dann auch den Rumpfbereich, wobei die Maschine vollständig ausbrannte. Die Zahl der Todesopfer lag bei 30 Personen; 184 Menschen konnten dem Brand entkommen (siehe auch Sudan-Airways-Flug 109).[210]

- 27. Juni – Eine Antonow An-12BK der sudanesischen Fluggesellschaft Juba Air Cargo (ST-ARN) stürzte 46 Kilometer nördlich von Malakal (Sudan) ab. Unfallursache war der kurz aufeinander folgende Ausfall dreier Triebwerke, verursacht durch Eisbildung an den Triebwerkseinläufen während eines starken Gewitters, das auch aufgrund eines defekten Wetterradars nicht erkannt wurde. Bei dem Unfall kamen sieben Personen ums Leben, ein Besatzungsmitglied überlebte mit leichten Verletzungen.[211][212]

- 23. Juli – Eine Fokker F-27-400M Friendship der bolivianischen TAM – Transporte Aéreo Militar (FAB-92) musste während eines Inlandsfluges aufgrund von Problemen mit dem Triebwerk Nr. 1 (links) auf einer Straße nahe der Estancia Esperanza im Departamento Beni (Bolivien) notgelandet werden. Das Flugzeug wurde irreparabel beschädigt. Alle 37 Insassen, fünff Besatzungsmitglieder und 32 Passagiere, überlebten.[213]

- 31. Juli – An einer McDonnell Douglas MD-88 (EC-FPD) der spanischen Iberia fiel während des Starts vom Flughafen Wien-Schwechat das linke Triebwerk aus. Bei der Bearbeitung der Checklisten während der Rückkehr zum Flugplatz stellten die Piloten fest, dass das linke Hauptfahrwerk laut Anzeige nicht verriegelt sei. Bei der Landung schleiften die geöffneten Fahrwerksklappen über die Landebahn; das Flugzeug wurde irreparabel beschädigt. Beitragende Faktoren zum Unfall waren etliche Wartungsfehler.[214]

- (A) 20. August – Eine McDonnell Douglas MD-82 der spanischen Spanair auf dem Flug nach Las Palmas de Gran Canaria zerschellte auf dem Flughafen Madrid-Barajas gegen 14:45 Uhr Ortszeit direkt nach dem Start. Sie zerbrach und brannte vollständig aus. 154 der 172 Insassen starben, die restlichen 18 Insassen wurden zum Teil schwer verletzt (siehe auch Spanair-Flug 5022).

- (A) 24. August – Eine Boeing 737-200 (EX-009) mit 90 Personen an Bord wurde kurz nach dem Start vom Flughafen Manas nahe Bischkek ins Gelände geflogen. Dabei kamen 65 Personen ums Leben. Der Flug war von Itek Air durchgeführt worden (siehe auch Iran-Aseman-Airlines-Flug 6895).[215]

- (A) 1. September – Eine Convair CV-580 der US-amerikanischen Air Tahoma (N587X) stürzte kurz nach dem Start vom Rickenbacker International Airport eine Meile südwestlich des Flughafens in ein Maisfeld, wobei alle drei Insassen starben. Der Absturz war durch grobe Wartungsfehler verursacht worden (siehe auch Air-Tahoma-Flug 587).[216]

- (A) 14. September – Eine für die Aeroflot eingesetzte Boeing 737-500 der ebenfalls russischen Fluggesellschaft Aeroflot-Nord stürzte aufgrund von Pilotenfehlern in der Nähe der Stadt Perm ab. Die Untersuchung ergab, dass der übermüdete und unter Alkoholeinfluss stehende Kapitän nach räumlicher Desorientierung die Kontrolle verloren hatte. Keiner der 88 Menschen an Bord überlebte den Unfall (siehe auch Aeroflot-Flug 821).[217][218]

- (A) 8. Oktober – Eine De Havilland Canada DHC-6 Twin Otter der nepalesischen Yeti Airlines (9N-AFE) stürzte mit 19 Personen an Bord beim Anflug auf den Flughafen Tenzing Hillary Airport in Lukla (Nepal) ab. Dabei kamen nach Angaben der Behörden 18 Menschen (darunter zwölf Deutsche) ums Leben, nur der Flugkapitän überlebte den Unfall. Bei dem Unfall herrschte plötzlich aufgetretener dichter Nebel (siehe auch Yeti-Airlines-Flug 103).

- (A) 27. November – Ein Airbus A320 der deutschen XL Airways Germany (D-AXLA) stürzte vor der südfranzösischen Küste in der Nähe von Perpignan bei einem Testflug ins Meer. Alle sieben Personen an Bord kamen ums Leben (siehe auch XL-Airways-Germany-Flug 888T).

### 2009
- (A) 15. Januar – Über New York City fielen kurz nach dem Start vom Flughafen New York-LaGuardia aufgrund von Vogelschlag beide Triebwerke eines Airbus A320 der US Airways (Luftfahrzeugkennzeichen N106US) aus. Alle 155 Insassen überlebten die im Segelflug durchgeführte Notlandung auf dem Hudson River. Das Flugzeug wurde als ständiges Ausstellungsstück im Luftfahrtmuseum von Charlotte (North Carolina) aufgestellt (siehe auch US-Airways-Flug 1549).[219]

- 27. Januar – Eine ATR 42-320-Frachtmaschine der Empire Airlines im Auftrag von Federal Express (N902FX) schlug auf dem Flughafen Lubbock vor dem Aufsetzpunkt auf und rutschte von der Landebahn. Durch ein geringes Feuer wurden die beiden Piloten leicht verletzt. Trotz des Ausfalls der Landeklappen, wiederholter Warnungen vor Strömungsabriss sowie „pull up!“-Warnungen setzte der Kapitän den Anflug fort, statt wie vorgeschrieben sofort Vollgas zu geben. Nach der letzten Warnung kam es zum Strömungsabriss, die Maschine schlug mit extrem hoher Sinkgeschwindigkeit von 2000 Fuß pro Minute auf dem Boden auf und wurde irreparabel beschädigt.[220]

- (A) 7. Februar – Bei einem Inlandsflug von Coari (Brasilien) nach Manaus stürzte eine Embraer EMB 110 der brasilianischen Manaus Aerotaxi (PT-SEA) in den Rio Manacapuru. Von den 28 Insassen kamen 24 ums Leben. Nach einem Triebwerksausfall im Reiseflug konnte die Höhe nicht mehr gehalten werden. Die für 19 Passagiere zugelassene Maschine hatte 26 an Bord, allerdings einschließlich von acht Kindern; sie war außerdem um 14 % überladen (siehe auch Flugunfall der Manaus Aerotáxi 2009).[221]

- (A) 12. Februar – Im US-Bundesstaat New York stürzte eine De Havilland DHC-8-400 der US-amerikanischen Continental Airlines bei schlechtem Wetter mit Schneefall in ein Wohnhaus der Kleinstadt Clarence Center westlich von Buffalo, wobei alle 49 Insassen sowie eine Person am Boden ums Leben kamen (siehe auch Continental-Airlines-Flug 3407).

- 13. Februar – Flughafen London City. Das Bugfahrwerk der Avro RJ100 G-BXAR der BA CityFlyer (British Airways) kollabierte bei der Landung. Die Maschine wurde irreparabel beschädigt. Von den 67 Passagieren und 5 Besatzungsmitgliedern wurden dabei 2 leicht verletzt.[222]

- (A) 20. Februar – Eine Antonow An-12B der Aerolift mit einem Luftfahrzeugkennzeichen aus São Tomé und Príncipe (S9-SVN) stürzte etwa 600 Meter hinter der Startbahn am Flughafen Luxor ab. Die Maschine fing Feuer und wurde zerstört. Auf einem Überführungsflug von Kisangani und Entebbe war in Luxor eine Zwischenlandung wegen Kerosinmangels aufgrund einer Treibstoffleckage eingelegt worden. Alle fünf Besatzungsmitglieder kamen ums Leben, eines aus Russland und je zwei aus der Ukraine und Belarus. Das Flugzeug mit der Treibstoffleckage wurde illegal betrieben, mit einer bereits vier Jahre vorher abgelaufenen Zulassung (siehe auch Aerolift-Flug 1015).[223][224]

- (A) 25. Februar – Eine vom Flughafen Istanbul-Atatürk kommende Boeing 737-800 der Turkish Airlines stürzte beim Landeanflug auf den Flughafen Amsterdam Schiphol ab. Neun Menschen kamen bei dem Unfall ums Leben (siehe auch Turkish-Airlines-Flug 1951).[225]

- 9. März – Eine Il-76T der Aerolift mit einem Luftfahrzeugkennzeichen aus São Tomé und Príncipe (S9-SAB) mit Hilfsgütern für die African Union Mission to Somalia stürzte nach dem Start auf dem Flughafen Entebbe in den Victoriasee. Dabei kamen alle 11 Besatzungsmitglieder ums Leben.[226]

- 1. April – Nordsee, Schottland. Ein britischer Hubschrauber des Typs AS 332 Super Puma stürzte auf dem Flug von der BP-Bohrinsel Miller nach Schottland etwa 60 Kilometer nordöstlich der Stadt Aberdeen in die Nordsee. Dabei kamen 14 Passagiere und zwei Besatzungsmitglieder ums Leben.

- (A) 1. Juni – Ein Airbus A330-203 der Air France stürzte auf dem Flug von Rio de Janeiro nach Paris gegen 02:15 Uhr in den Atlantik. Alle 216 Passagiere und 12 Besatzungsmitglieder kamen ums Leben (siehe auch Air-France-Flug 447).

- 6. Juni – Eine Fokker F28-4000 Fellowship der Myanma Airways (XY-ADW) setzte bei der Landung auf dem Flughafen von Sittwe (Myanmar) so hart auf, dass das rechte Hauptfahrwerk zusammenbrach. Die rechte Tragfläche berührte die Landebahn, woraufhin die Maschine nach rechts ausbrach und die Landebahn verließ. In der vom Flughafen Rangun kommenden Maschine wurden drei Menschen verletzt, darunter einer der Piloten. Aus den NOTAM-Informationen geht hervor, dass zu diesem Zeitpunkt am Flughafen sowohl die gesamte Landebahnbefeuerung als auch die Gleitwinkelanzeige defekt waren. Auch war die verfügbare Landebahnlänge offenbar mit 1340 Meter um etwa 500 Meter kürzer als vorher veröffentlicht. Alle 68 Insassen, 6 Besatzungsmitglieder und 62 Passagiere, überlebten. Das Flugzeug wurde irreparabel beschädigt.[227]

- (A) 30. Juni – Ein Airbus A310-324 der Yemenia (7O-ADJ) stürzte mit 153 Menschen an Bord in den Indischen Ozean. Während des Landeanflugs auf den Flughafen Moroni-Hahaya (Komoren) kam es zu einem Strömungsabriss, wobei die Maschine rund 15 Kilometer vor der Hauptinsel Grande Comore ins Meer stürzte. Es gab eine Überlebende (siehe auch Yemenia-Flug 626).[228]

- (A) 15. Juli – Eine Maschine des russischen Typs Tupolew 154 der iranischen Gesellschaft Caspian Airlines verunglückte auf dem Flug von Teheran, Iran nach Jerewan, Armenien. Alle 153 Passagiere und 15 Besatzungsmitglieder starben (siehe auch Caspian-Airlines-Flug 7908).[229]

- (A) 24. Juli – Eine Iljuschin Il-62 der privaten iranischen Fluggesellschaft Aria Air überrollte die Landebahn des iranischen Flughafens Maschhad. Die Maschine war in Teheran gestartet und sollte planmäßig um 15:40 Uhr MESZ in Mesched landen. Nach Angaben des iranischen Verkehrsministers fingen die Reifen und das Cockpit des Flugzeuges Feuer. Bei dem Unfall wurden 17 Menschen getötet und mehr als 40 Insassen verletzt. Unter den Toten befanden sich die Piloten, Stewardessen sowie Passagiere der ersten drei Sitzreihen (siehe auch Aria-Air-Flug 1525).[230]

- 2. August – Eine DHC-6-300 Twin Otter der Merpati Nusantara Airlines (PK-NVC) mit 12 Passagieren und 3 Besatzungsmitgliedern an Bord wurde auf dem Flug von Jayapura nach Oksibil (Indonesien) in einen Berg geflogen. Da die Notfunkbake (Emergency Locator Transmitter) defekt war, wurde das Wrack der Maschine erst nach zweitägiger Suche etwa 40 Kilometer von Oksibil entfernt an einem Berghang in einer Höhe von zirka 2800 Metern entdeckt. Bei diesem CFIT (Controlled flight into terrain) wurden alle 15 Insassen getötet.[231][232]

- 11. August – Eine zweimotorige DHC-6 Twin Otter der papua-neuguineischen Airlines PNG wurde auf dem Flug von Port Moresby zum Kokoda Track über Papua-Neuguinea in einen Berg geflogen. Alle dreizehn Menschen an Bord kamen ums Leben.[233]

- 4. September – Beim Rollen auf dem Flughafen Bombay (Indien) entstand aufgrund eines Wartungsfehlers ein Feuer am Triebwerk 1 der Boeing 747-400 VT-ESM der Air India, das sich in Richtung auf den Rumpf ausbreitete. Von den 229 Personen an Bord wurden 21 bei der Evakuierung verletzt; der Jumbo-Jet wurde zerstört.[234]

- (A) 21. Oktober – Eine Frachtmaschine des Typs Boeing 707-330C der sudanesischen AZZA Transport (ST-AKW) stürzte beim Start vom Flughafen Schardscha (Vereinigte Arabische Emirate) nach einem Strömungsabriss 1,6 Kilometer nordwestlich davon ab. Dabei kamen alle 6 Insassen, drei Besatzungsmitglieder und 3 Passagiere ums Leben. Die Maschine flog im Auftrag der Sudan Airways. Beim Abheben hatten sich Teile der inneren Triebwerksverkleidung vom Triebwerk Nr. 4 (rechts außen) gelöst, was zu fehlerhaften Anzeigen führte, aufgrund deren das Triebwerk abgestellt wurde. Auslösend war das mangelhafte Wartungssystem von AZZA Transport. Bei der Maschine handelte es sich um die bis 1981 von Lufthansa und Condor geflogene D-ABUJ (siehe auch Sudan-Airways-Flug 2241).[235][236]

- 22. Oktober – Eine Britten-Norman BN-2 Islander der Divi Divi Air aus Curaçao (Luftfahrzeugkennzeichen PJ-SUN) verlor auf dem Flug von Curaçao zum Flugplatz Bonaire infolge eines Ausfalls des rechten Triebwerks so sehr an Höhe, dass der Flugplatz Bonaire nicht mehr erreicht werden konnte. Bei der Notwasserung nahe der Insel Klein Bonaire kam der Pilot ums Leben, die neun Passagiere überstanden den Unfall teils unversehrt, teils mit leichten Verletzungen.[237]

- 26. Oktober 2007 – Der Airbus A320-214 (RP-C3224) der Philippine Airlines überrollte bei der Landung auf dem Flughafen Butuan/Bancasi (Philippinen) das Landebahnende und fiel einen leichten Abhang herunter. Die 154 Insassen, sechs Besatzungsmitglieder und 148 Passagiere, überlebten den Unfall; das Flugzeug wurde irreparabel beschädigt.[238]

- 1. November – Eine unbeladene Il-76 stürzte kurz nach dem Start nahe der russischen Stadt Jakutsk ab. Insgesamt starben elf Menschen.[239]

- 5. November – Eine Boeing 727-230 (J5-GCU) landete aus Guinea-Bissau auf einem illegalen Wüstenflugplatz bei Sinkrebaka in Mali. Dieser soll entweder 200 km nördlich von Gao liegen oder aber nahe Bourem, etwa 90 km nordnordwestlich Gao; eine dritte Quelle gibt hierfür den Ort Tarkint an, etwa 135 km nördlich Gao.[240] Die bis 1992 als D-ABKP von Lufthansa betriebene und dann an Istanbul Airlines verkaufte Maschine war im Besitz von Africa Air Assistance aus Dakar, Senegal, einer Tochtergesellschaft der im spanischen Málaga ansässigen West African Aviation. Sie war in Guinea-Bissau registriert, wurde allerdings von Venezuela aus mit nigerianischer Besatzung geflogen. Nach der Landung sollen viele Tonnen von Kokain entladen worden sein. Einer Variante zufolge wurde das Flugzeug nach Abtransport der Drogen angezündet.[241] Einer anderen nach stürzte die Maschine beim Wiederstart ab. Das Auffinden des ausgebrannten Wracks wurde vom United Nations Office on Drugs and Crime (UNODC) gemeldet.

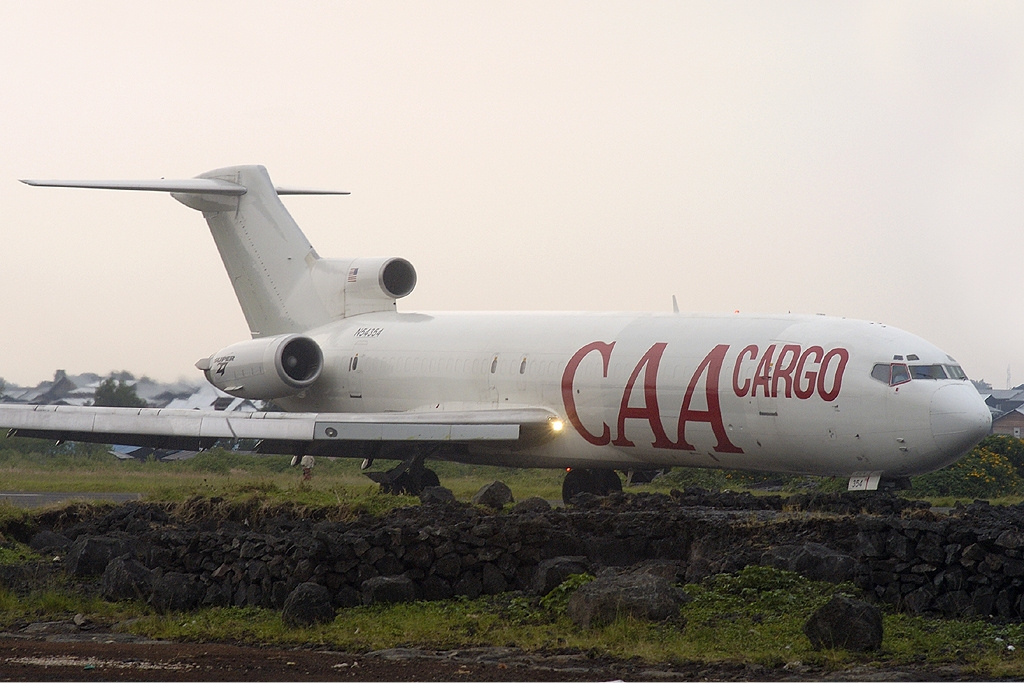
Die am 2. Januar 2010 zerstörte Maschine

- (A) 12. November – Die Besatzung einer Bombardier CRJ100 der RwandAir (5Y-JLD) meldete nach dem Start vom Flughafen Kigali in Richtung Entebbe technische Probleme und kehrte zum Flughafen zurück. Das Flugzeug landete sicher und erreichte seine zugewiesene Parkposition. Der Kapitän meldete, dass sich die Leistung der Triebwerke nicht drosseln ließe und diese weiterhin bei voller Leistung verblieben, woraufhin sich die Maschine wieder in Bewegung setzte, beschleunigte, einige Zäune durchbrach und wenig später mit einem Gebäude kollidierte. Von den zehn Fluggästen und drei Besatzungsmitgliedern kam ein Passagier ums Leben. Das Flugzeug musste abgeschrieben werden (siehe auch RwandAir-Flug 205).[242]

- 20. Dezember – Eine Hawker Siddeley HS 748 der kenianischen 748 Air Services (5Y-YKM) geriet bei der Landung auf dem Flugplatz Tonj im Bundesstaat Warrap des Sudan (heute Südsudan) von der Landebahn ab und prallte gegen eine im Bau befindliche Häusergruppe, wodurch der Flugzeugbug schwer beschädigt und das linke Hauptfahrwerk abgerissen wurde. Keiner der 41 Insassen wurde verletzt, aber eine Frau am Boden wurde getötet, nachdem sie von dem Flugzeug getroffen wurde.[243][244]